# Zlikwidowane polskojęzyczne stacje telewizyjne
Zlikwidowane polskojęzyczne stacje telewizyjne – wybrane dawne stacje telewizyjne, nadające w języku polskim.

## Stacje ogólne i tematyczne
| Kanały ogólne i tematyczne     | Kanały ogólne i tematyczne          | Kanały ogólne i tematyczne           | Kanały ogólne i tematyczne         | Kanały ogólne i tematyczne                                       | Kanały ogólne i tematyczne | Kanały ogólne i tematyczne                                                | Kanały ogólne i tematyczne                                             | Kanały ogólne i tematyczne                         | Kanały ogólne i tematyczne | Kanały ogólne i tematyczne |
| Logotyp stacji                 | Nazwa kanału telewizyjnego          | Data startu                          | Data zakończenia                   | Właściciel                                                       | Kraj nadawania             | Język                                                                     | Dostępność                                                             | Typ                                                | Format obrazu | Uwagi, powód likwidacji |
| ------------------------------ | ----------------------------------- | ------------------------------------ | ---------------------------------- | ---------------------------------------------------------------- | -------------------------- | ------------------------------------------------------------------------- | ---------------------------------------------------------------------- | -------------------------------------------------- | --- | --- |
|                                | FilmNet                             | 3 lipca 1995(dts)                    | 28 lutego 1997(dts)                | NetHold                                                          | Holandia                   | polski                                                                    | satelita Astra, MC, sieci kablowe                                      | premium                                            | 4:3 SDTV | Dzielił czas antenowy z The Adult Channel. W 1997 Polska wersja została wcielona do Canal+. |
|                                | TV Wisła                            | 20 grudnia 1995(dts)                 | 3 października 1997(dts)           | Realbud                                                          | Polska                     | polski                                                                    | telewizja naziemna, sieci kablowe                                      | ogólny (ponadregionalny)                           | 4:3 SDTV | Na bazie kanału uruchomiony został TVN. |
|                                | ATV (ATV1)                          | 1993                                 | 1997                               | ATV – Krajowa Telewizja Kablowa                                  | Polska                     | polski                                                                    | satelita Amos 1, sieci kablowe                                         | ogólny                                             | 4:3 SDTV | W 1997 zmienił nazwę na ATV1, niedługo później kanał rozdzielono na ATV Relaks i Super ATV. |
|                                | ATV2                                | 1997                                 | 1997                               | ATV – Krajowa Telewizja Kablowa                                  | Polska                     | polski                                                                    | satelita Amos 1, sieci kablowe                                         | ogólny                                             | 4:3 SDTV | Niedługo później kanał rozdzielono na ATV Smyk i ATV Kino. |
|                                | Tylko Muzyka                        | 30 marca 1997(dts)                   | 12 lutego 1998(dts)                | Telewizja Polska                                                 | Polska                     | polski                                                                    | satelita, sieci kablowe                                                | muzyczny                                           | 4:3 SDTV | Z przyczyn prawno-politycznych zakończył nadawanie. |
|                                | ATV Relaks                          | 1997                                 | marzec 1999                        | ATV – Krajowa Telewizja Kablowa                                  | Polska                     | polski                                                                    | satelita Amos 1, sieci kablowe                                         | ogólny                                             | 4:3 SDTV | Dzielił czas antenowy z Super ATV. Zakończył nadawanie z powodu odebrania koncesji. |
|                                | Super ATV                           | 1997                                 | marzec 1999                        | ATV – Krajowa Telewizja Kablowa                                  | Polska                     | polski                                                                    | satelita Amos 1, sieci kablowe                                         | muzyczny                                           | 4:3 SDTV | Dzielił czas antenowy z ATV Relaks. Zakończył nadawanie z powodu odebrania koncesji. |
|                                | ATV Smyk                            | 1997                                 | marzec 1999                        | ATV – Krajowa Telewizja Kablowa                                  | Polska                     | polski                                                                    | satelita Amos 1, sieci kablowe                                         | dziecięcy                                          | 4:3 SDTV | Dzielił czas antenowy z ATV Kino. Zakończył nadawanie z powodu odebrania koncesji. |
|                                | ATV Kino                            | 1997                                 | marzec 1999                        | ATV – Krajowa Telewizja Kablowa                                  | Polska                     | polski                                                                    | satelita Amos 1, sieci kablowe                                         | filmowy                                            | 4:3 SDTV | Dzielił czas antenowy z ATV Smyk. Zakończył nadawanie z powodu odebrania koncesji. |
|                                | Nasza TV                            | 17 stycznia 1998(dts)                | 31 marca 2000(dts)                 | Polskie Media                                                    | Polska                     | polski                                                                    | platforma: Wizja TV, C+, P2C, sieci kablowe                            | ogólny                                             | 4:3 SDTV | W wyniku połączenia z Polsatem 2, został uruchomiony TV4. |
|                                | Polsat 2 (pierwsza odsłona)         | 1 marca 1997(dts)                    | 31 marca 2000(dts)                 | Telewizja Polsat                                                 | Polska                     | polski                                                                    | platforma: Wizja TV, C+, P2C, sieci kablowe                            | ogólny                                             | 4:3 SDTV | W wyniku połączenia z Naszą TV, został uruchomiony TV4. Na bazie kanału powstał dokumentalno-informacyjny Polsat 2 Info. |
|                                | Atomic TV                           | 8 kwietnia 1997(dts)                 | 6 lipca 2000(dts)                  | Atomic Entertainment / Planet 24 / PolyGram International / PCIP | Polska                     | polski                                                                    | platforma: Wizja TV, sieci kablowe                                     | muzyczny                                           | 4:3 SDTV | Został zastąpiony przez MTV Polska. |
|                                | Polsat 2 Info                       | 1 kwietnia 2000(dts)                 | 2001                               | Telewizja Polsat                                                 | Polska                     | polski                                                                    | platforma: P2C, sieci kablowe                                          | informacyjny / dokumentalny                        | 4:3 SDTV | Zmienił nazwę na Polsat 2 (jego profil się nie zmienił), a następnie Polsat 2 International. Dodatkowo został oskarżony o łamanie praw autorskich. |
|                                | TV Niepokalanów                     | 20 stycznia 1996(dts)                | 28 lutego 2001(dts)                | oo. franciszkanie                                                | Polska                     | polski                                                                    | FTA: Astra, Telstar, platforma: Wizja TV, sieci kablowe                | religijny                                          | 4:3 SDTV | Został zastąpiony przez TV Puls. |
|                                | Wizja 1 (Wizja Jeden)               | 1 kwietnia 1998(dts)                 | 31 marca 2001(dts)                 | @ Entertainment Inc. / UPC Polska                                | Polska                     | polski                                                                    | platformy sat., sieci kablowe                                          | ogólny                                             | 4:3 SDTV | Do 1999 roku nadawał pod nazwą Wizja 1. Zakończył nadawanie w wyniku słabej oglądalności. |
|                                | Komedia                             | 1 kwietnia 1999(dts)                 | 30 czerwca 2001(dts)               | Telewizja Polsat / Multiwizja                                    | Polska                     | polski                                                                    | platforma: P2C, sieci kablowe                                          | filmowy                                            | 4:3 SDTV | Czasowo wycofany, po jakimś czasie wznowił nadawanie na potrzeby emisji 24-godzinnej relacji Dwóch Światów. Wraz z końcem programu kanał został zlikwidowany. |
|                                | Info Dokument / Spotkania (Info)    | 1999                                 | 30 czerwca 2001(dts)               | Telewizja Polsat / Multiwizja                                    | Polska                     | polski                                                                    | platforma: P2C, sieci kablowe                                          | dokumentalny                                       | 4:3 SDTV | Po zakończeniu współpracy z Multiwizją, stacja zmieniła nazwę na Info. Czasowo wycofany, po jakimś czasie wznowił nadawanie na potrzeby emisji 24-godzinnej relacji Dwóch Światów. Wraz z końcem programu kanał został zlikwidowany.                                                                                   |
|                                | Game One                            | 1 sierpnia 1999(dts)                 | 31 sierpnia 2001(dts)              | Canal+ Cyfrowy                                                   | Polska                     | polski                                                                    | platformy sat., sieci kablowe                                          | gry komputerowe                                    | 4:3 SDTV | Został zastąpiony kanałem Hyper. |
|                                | Wizja Sport                         | 18 września 1999(dts)                | 31 grudnia 2001(dts)               | @ Entertainment Inc. / UPC Polska                                | Polska                     | polski                                                                    | platformy sat., sieci kablowe                                          | sportowy                                           | 4:3 SDTV | Zaprzestał nadawania po fuzji Wizji TV i Cyfry+. |
|                                | AB Moteurs                          | 6 grudnia 1999(dts)                  | 2002                               | AB Groupe                                                        | Francja                    | polski, francuski                                                         | platformy sat.                                                         | sportowy                                           | 4:3 SDTV | Zaprzestał nadawania po polsku z powodu fatalnego tłumaczenia. W 2004 powrócił do oferty Cyfry+, lecz w wersji oryginalnej. |
|                                | E! Entertainment (pierwsza odsłona) | 2 kwietnia 1999(dts)                 | 1 marca 2002(dts)                  | NBCUniversal                                                     | —                          | polski                                                                    | platformy sat., sieci kablowe                                          | rozrywkowy                                         | 4:3 SDTV | Po fuzji Wizji TV i Cyfry+ został wycofany. Powrócił do Polski 6 lutego 2007 roku. |
|                                | Wizja Pogoda                        | 1 kwietnia 1998(dts)                 | 1 marca 2002(dts)                  | @ Entertainment Inc. / UPC Polska                                | Polska                     | polski                                                                    | platformy sat., sieci kablowe                                          | informacyjny                                       | 4:3 SDTV | Dzielił czas antenowy z Travel Channel. Zaprzestał nadawania po fuzji Wizji TV i Cyfry+. |
|                                | Wizja Le Cinema                     | 15 marca 1999(dts)                   | 1 marca 2002(dts)                  | @ Entertainment Inc. / UPC Polska                                | Polska                     | polski                                                                    | platformy sat., sieci kablowe                                          | filmowy                                            | 4:3 SDTV | Po fuzji Wizji TV i Cyfry+ zmienił nazwę na Le Cinema. |
|                                | RTL 7                               | 6 grudnia 1996(dts)                  | 28 lutego 2002(dts)                | RTL Group / Grupa ITI                                            | Luksemburg / Polska        | polski                                                                    | platforma: Wizja TV, C+, P2C, sieci kablowe                            | ogólny                                             | 4:3 SDTV | Pod koniec 2001 wszystkie udziały kupiła Grupa ITI. W 2002 został zastąpiony przez TVN 7. |
|                                | Super 1                             | 14 grudnia 1998(dts)                 | 17 kwietnia 2002(dts)              | Fincast Media Holding                                            | Włochy / Słowenia          | polski                                                                    | FTA Astra, platforma: Wizja TV, C+, P2C, sieci kablowe                 | ogólny                                             | 4:3 SDTV | Dwa dni później w jego miejsce uruchomiono Tele 5. |
|                                | Muzyczny Relaks                     | 1 kwietnia 1999(dts)                 | 2 września 2002(dts)               | Telewizja Polsat / Multiwizja                                    | Polska                     | polski                                                                    | platforma: P2C, sieci kablowe                                          | muzyczny                                           | 4:3 SDTV | Został zlikwidowany na skutek słabej oglądalności i niskiej jakości nadawania. |
|                                | Smyk (Junior)                       | 1 kwietnia 1999(dts)                 | 2 września 2002(dts)               | Telewizja Polsat / Multiwizja                                    | Polska                     | polski                                                                    | platforma: P2C, sieci kablowe                                          | dziecięcy                                          | 4:3 SDTV | Wraz z zakończeniem współpracy z Multiwizją w 2000 roku, stacja zmieniła nazwę na Junior i zaczęła dzielić czas antenowy z kanałem Filmax. W 2002 została zlikwidowany na skutek słabej oglądalności i niskiej jakości nadawania.                                                                                      |
|                                | Formuła 1 (On)                      | 1 kwietnia 1999(dts)                 | 2 września 2002(dts)               | Telewizja Polsat / Multiwizja                                    | Polska                     | polski                                                                    | platforma: P2C, sieci kablowe                                          | rozrywkowy (programy dla mężczyzn)                 | 4:3 | Wraz z zakończeniem współpracy z Multiwizją w 2000 roku, stacja zmieniła nazwę na On. W 2002 została zlikwidowana na skutek słabej oglądalności i niskiej jakości nadawania. |
|                                | Dla Ciebie (Ona)                    | 1 kwietnia 1999(dts)                 | 2 września 2002(dts)               | Telewizja Polsat / Multiwizja                                    | Polska                     | polski                                                                    | platforma: P2C, sieci kablowe                                          | rozrywkowy (programy dla kobiet)                   | 4:3 | Wraz z zakończeniem współpracy z Multiwizją w 2000 roku, stacja zmieniła nazwę na Ona. W 2002 została zlikwidowana na skutek słabej oglądalności i niskiej jakości nadawania. |
|                                | Filmax                              | 14 lutego 2001(dts)                  | 2 września 2002(dts)               | Telewizja Polsat                                                 | Polska                     | polski                                                                    | platforma: P2C, sieci kablowe                                          | filmowy                                            | 4:3 SDTV | Został zlikwidowany na skutek słabej oglądalności i niskiej jakości nadawania. |
|                                | Seasons                             | 2 grudnia 1999(dts)                  | 30 września 2002(dts)              | Multithematiques S.A.                                            | Włochy                     | polski                                                                    | platformy sat., sieci kablowe                                          | dokumentalny                                       | 4:3 SDTV | Zaniechano emisji ze względu na duże koszty produkcji oraz niekorzystną sytuację na rynku mediowym we Włoszech. |
|                                | Marcopolo                           | 4 października 1999(dts)             | 1 stycznia 2003(dts)               | Sitcorn                                                          | Włochy                     | polski                                                                    | platformy sat., sieci kablowe                                          | dokumentalny                                       | 4:3 SDTV | Jedną z głównych przyczyn zakończenia nadawania było fatalne tłumaczenie programów na język polski. |
|                                | Le Cinema                           | 1 marca 2002(dts)                    | 18 marca 2003(dts)                 | Zone Vision / Chello Zone                                        | Wielka Brytania            | polski                                                                    | platformy sat., sieci kablowe                                          | filmowy                                            | 4:3 SDTV | Zmienił nazwę na Europa Europa. |
|                                | Discovery Sci-Trek                  | czerwiec 1999                        | 31 marca 2003(dts)                 | Discovery Communications                                         | —                          | polski, angielski                                                         | platformy sat., sieci kablowe                                          | dokumentalny                                       | 4:3 SDTV | Zmienił nazwę na Discovery Science. |
|                                | TV Niepokalanów 2                   | 12 sierpnia 2001(dts)                | 1 kwietnia 2003(dts)               | oo.franciszkanie                                                 | Polska                     | polski                                                                    | FTA: Astra, platforma: Wizja TV, sieci kablowe                         | religijny                                          | 4:3 SDTV | Zakończył nadawanie z powodu kłopotów finansowych. |
|                                | Avante                              | 1 kwietnia 2001(dts)                 | 31 maja 2003(dts)                  | UPC Polska                                                       | Polska                     | polski, angielski                                                         | platformy sat., sieci kablowe                                          | dokumentalny                                       | 4:3 SDTV | Według przedstawicieli nadawcy kanał nie spełnił oczekiwań. |
|                                | Canal+ Niebieski                    | 1 grudnia 1998(dts)                  | 12 marca 2004(dts)                 | Canal+ Cyfrowy                                                   | Polska                     | polski                                                                    | platformy sat., sieci kablowe                                          | ogólny (premium) / sportowy                        | 4:3 SDTV | Zmienił nazwę na Canal+ Sport. |
|                                | Canal+ Żółty                        | 15 listopada 1998(dts)               | 12 marca 2004(dts)                 | Canal+ Cyfrowy                                                   | Polska                     | polski                                                                    | platformy sat., sieci kablowe                                          | ogólny (premium) / filmowy                         | 4:3 SDTV | Zmienił nazwę na Canal+ Film. |
|                                | MiniMax                             | 16 kwietnia 1999(dts)                | 15 października 2004(dts)          | Canal+ Cyfrowy                                                   | Polska                     | polski                                                                    | platformy sat., sieci kablowe                                          | dziecięcy                                          | 4:3 SDTV | Został zastąpiony kanałem ZigZap. |
|                                | Fox Kids                            | 18 kwietnia 1998(dts)                | 31 grudnia 2004(dts)               | The Walt Disney Company                                          | Polska                     | polski                                                                    | platforma: Wizja TV, C+, PC, sieci kablowe                             | dziecięcy                                          | 4:3 SDTV | Pod koniec 2004 zmienił nazwę na Jetix. |
|                                | Fox Kids Play                       | 1 listopada 2003(dts)                | 31 grudnia 2004(dts)               | The Walt Disney Company                                          | Polska                     | polski                                                                    | platforma: CP, sieci kablowe                                           | dziecięcy                                          | 4:3 SDTV | Zmienił nazwę na Jetix Play. |
|                                | Eurosport News                      | 1 września 2000(dts)                 | 9 stycznia 2005(dts)               | TF1 Group                                                        | —                          | polski                                                                    | platformy sat., sieci kablowe                                          | sportowy / informacyjny                            | 4:3 SDTV | Został zastąpiony przez Eurosport 2. |
|                                | Discovery Travel & Adventure        | czerwiec 1999                        | 1 lutego 2005(dts)                 | Discovery Communications                                         | —                          | polski, angielski                                                         | platformy sat., sieci kablowe                                          | dokumentalny                                       | 4:3 SDTV | Zmienił nazwę na Discovery Travel & Living. |
|                                | Pilot TV                            | 10 lutego 2003(dts)                  | 2 kwietnia 2005(dts)               | Pilot Media / MNI S.A. / Antena 2                                | Polska                     | polski                                                                    | FTA: HotBird, platformy sat., sieci kablowe                            | informacyjny                                       | 4:3 SDTV | W wyniku kłopotów finansowych oraz nierentowności kanał zaprzestał nadawania. Koncesja została cofnięta dopiero rok po zaniechaniu emisji. |
|                                | Moja TV                             | 27 kwietnia 2005(dts)                | 17 września 2005(dts)              | Media Ekspert Sp. z o.o.                                         | Polska                     | polski                                                                    | sieci kablowe                                                          | poradnikowy                                        | 4:3 SDTV | Zakończył nadawanie w wyniku słabej dystrybucji, tym samym stacja stała się krótkim blokiem emitowanym na Edusacie. Na bazie koncesji kanału została uruchomiona Promocja TV. |
|                                | Teleuniwersytet                     | 12 września 2000(dts)                | 1 października 2005(dts)           | Telewizja Polsat                                                 | Polska                     | polski, angielski, niemiecki                                              | platforma: PC                                                          | edukacyjny                                         | 4:3 SDTV | [ 6 ] [ 37 ] |
|                                | YA! Polska                          | 28 lipca 2005(dts)                   | 23 listopada 2005(dts)             | —                                                                | Polska                     | polski                                                                    | FTA: Telstar, Hot Bird                                                 | interaktywny                                       | 4:3 SDTV | [ 38 ] |
|                                | MTV Classic                         | 30 czerwca 2002(dts)                 | 30 listopada 2005(dts)             | Viacom                                                           | Polska                     | polski                                                                    | platformy sat., sieci kablowe                                          | muzyczny                                           | 4:3 SDTV | Został zastąpiony przez VH1 Polska. |
|                                | Tęsknota TV                         | 14 czerwca 2005(dts)                 | 13 grudnia 2005(dts)               | Stellar                                                          | Niemcy                     | polski                                                                    | FTA: Astra, Hot Bird                                                   | erotyczny                                          | 4:3 SDTV | Z przerwą od 22 lipca do 9 listopada 2005. 13 grudnia zmienił nazwę na TVP Erotyka. |
|                                | TVP Erotyka                         | 13 grudnia 2005(dts)                 | 14–17 grudnia 2005                 | Stellar                                                          | Niemcy                     | polski                                                                    | FTA: Hot Bird, Eutelsat, Atlantic Bird 1                               | erotyczny                                          | 4:3 SDTV | Między 14 a 17 grudnia 2005 zmienił nazwę na TV PL Erotyka. |
|                                | Hipika TV                           | 26 kwietnia 2003(dts)                | luty 2006                          | Służewiec Tory Wyścigów Konnych Sp. z o.o.                       | Polska                     | polski                                                                    | FTA: Europe*Star, PAS, Intelsat                                        | sportowy                                           | 4:3 SDTV | Powodem zaniechania emisji programu było bankructwo jej właściciela. Koncesję cofnięto dopiero rok po zaprzestaniu emisji. |
|                                | TV PL Erotyka                       | 14–17 grudnia 2005                   | 30 marca 2006(dts)                 | Stellar                                                          | Niemcy                     | polski                                                                    | FTA: Hot Bird, Eutelsat, Atlantic Bird 1                               | erotyczny                                          | 4:3 SDTV | [ 42 ] [ 44 ] |
|                                | Mobila TV                           | 2 lutego 2006(dts)                   | 25 maja 2006(dts)                  | Mobistyle                                                        | Węgry                      | polski, niemiecki, węgierski, rosyjski                                    | FTA: Eutelsat                                                          | interaktywny                                       | 4:3 SDTV | [ 45 ] |
|                                | Amor Polska                         | 31 marca 2006(dts)                   | 1 czerwca 2006(dts)                | —                                                                | —                          | polski                                                                    | FTA: Eutelsat                                                          | erotyczny                                          | 4:3 SDTV | [ 46 ] |
|                                | Reality TV                          | 17 marca 2000(dts)                   | 14 czerwca 2006(dts)               | Zone Vision / Chello Zone                                        | Wielka Brytania            | polski, angielski                                                         | platformy sat., sieci kablowe                                          | lifestyle                                          | 4:3 SDTV | Zmienił nazwę na Zone Reality. |
|                                | Club                                | 1 kwietnia 2001(dts)                 | 14 czerwca 2006(dts)               | Zone Vision / Chello Zone                                        | Wielka Brytania            | polski, angielski                                                         | platformy sat., sieci kablowe                                          | lifestyle                                          | 4:3 SDTV | Zmienił nazwę na Zone Club. |
|                                | Romantica                           | 1 kwietnia 1998(dts)                 | 26 czerwca 2006(dts)               | Zone Vision / Chello Zone                                        | Wielka Brytania            | polski, angielski                                                         | platformy sat., sieci kablowe                                          | filmowy                                            | 4:3 SDTV | Zmienił nazwę na Zone Romantica. |
|                                | Europa Europa                       | 19 marca 2003(dts)                   | 26 czerwca 2006(dts)               | Zone Vision / Chello Zone                                        | Wielka Brytania            | polski, angielski                                                         | platformy sat., sieci kablowe                                          | filmowy                                            | 4:3 SDTV | Zmienił nazwę na Zone Europa. |
|                                | Playboy Polska                      | 1 maja 2007(dts)                     | 6 września 2007(dts)               | Telewizja Polsat                                                 | Polska                     | polski                                                                    | niedostępny dla widzów                                                 | erotyczny                                          | 4:3 SDTV | Pierwsze plany uruchomienia stacji pojawiły się w roku 2001. Pomimo otrzymania koncesji nadawca zwlekał się z jej uruchomieniem. 1 maja 2007 został uruchomiony pod groźbą odebrania koncesji przez KRRiT, lecz nie był dostępny dla widzów. We wrześniu zmieniono jego nazwę na Play TV.                              |
|                                | BBC Prime                           | 16 stycznia 2003(dts)                | 25 stycznia 2008(dts)              | BBC Worldwide                                                    | Wielka Brytania            | angielski, polski                                                         | platformy sat., sieci kablowe                                          | ogólny                                             | 4:3 SDTV | Został wycofany w związku z wprowadzeniem czterech kanałów tematycznych od BBC: BBC Lifestyle, BBC Entertainment, BBC Knowledge oraz CBeebies. |
|                                | Nonstop Kino                        | 1 września 2007(dts)                 | 1 marca 2008(dts)                  | SPI International Polska                                         | Polska                     | polski                                                                    | platformy sat., sieci kablowe                                          | filmowy                                            | 4:3 SDTV | Zmienił nazwę na FilmBox Extra. |
|                                | Nonstop Kino HD                     | 1 grudnia 2007(dts)                  | 1 marca 2008(dts)                  | SPI International Polska                                         | Polska                     | polski                                                                    | platformy sat., sieci kablowe                                          | filmowy                                            | 16:9 HDTV | Zmienił nazwę na FilmBox HD. |
|                                | tve / GalaxySat TV                  | 30 marca 2006(dts)                   | 5 marca 2008(dts)                  | —                                                                | —                          | polski                                                                    | FTA: Eutelsat                                                          | erotyczny                                          | 4:3 SDTV | [ 53 ] |
|                                | Discovery Civilisation              | czerwiec 1999                        | 18 kwietnia 2008(dts)              | Discovery Communications                                         | —                          | polski, angielski                                                         | platformy sat., sieci kablowe                                          | dokumentalny                                       | 4:3 SDTV | Został zastąpiony przez Discovery World. |
|                                | Promocja TV                         | 25 września 2007(dts)                | 23 kwietnia 2008(dts)              | Media Ekspert Sp. z o.o.                                         | Polska                     | polski                                                                    | FTA: Hot Bird, platformy cyfrowe, sieci kablowe                        | telezakupy                                         | 4:3 SDTV | Przyczyna zakończenia nadawania nie jest znana. Kilka dni przed końcem emisji przerwano transmisję na skutek problemów z dosyłem sygnału. |
|                                | TVN Gra                             | 3 października 2005(dts)             | 31 maja 2008(dts)                  | Grupa TVN                                                        | Polska                     | polski                                                                    | FTA: Hot Bird, platforma: C+, CP, n, sieci kablowe                     | interaktywny                                       | 4:3 SDTV | Został zlikwidowany z powodu niskiej oglądalności. |
|                                | Polsat Zdrowie i Uroda              | 1 sierpnia 2004(dts)                 | 6 października 2008(dts)           | Telewizja Polsat                                                 | Polska                     | polski                                                                    | FTA: Hot Bird, platforma: C+, CP, n, TnK, sieci kablowe                | edukacyjny                                         | 4:3 SDTV | W jego miejscu ruszył nowy kodowany kanał lifestyle’owy Polsat Café. |
|                                | TMT                                 | 23 maja 1998(dts)                    | 23 czerwca 2008(dts)               | C.K. TV                                                          | Polska                     | polski                                                                    | platforma: C+, sieci kablowe                                           | ogólny                                             | 4:3 SDTV | Kanał zmienił nazwę na Lato 2008. |
|                                | Lato 2008                           | 23 czerwca 2008(dts)                 | 30 września 2008(dts)              | C.K. TV                                                          | Polska                     | polski                                                                    | sieci kablowe                                                          | ogólny                                             | 4:3 SDTV | [ 59 ] |
|                                | Play TV                             | 6 września 2007(dts)                 | 6 października 2008(dts)           | Telewizja Polsat                                                 | Polska                     | polski                                                                    | platformy cyfrowe                                                      | rozrywkowy / erotyczny                             | 4:3 SDTV | Przez cały okres emisji był nadawany testowo w Cyfrowym Polsacie. Został uruchomiony dopiero 6 października 2008 roku jako Polsat Play. |
|                                | Gamesat                             | 15 października 2008(dts)            | 14 listopada 2008(dts)             | Edusat Channel Sp. z o.o.                                        | Polska                     | polski                                                                    | FTA: Hot Bird, platforma: C+, n, TP, sieci kablowe                     | gry komputerowe                                    | 16:9 SDTV | Kanał nadawany był jako dwugodzinny blok na Edusacie. Zapowiadano powrót pasma, do którego nie doszło. |
|                                | Podróże TV                          | 1 kwietnia 2004(dts)                 | 31 grudnia 2008(dts)               | PTV Production / Capital Partners                                | Polska                     | polski                                                                    | FTA: Hot Bird, platformy sat., sieci kablowe                           | turystyczny                                        | 4:3 SDTV | Zaprzestano emisji z powodu nierentowności. Działaność została przeniesiona do internetu. |
|                                | TVN Med                             | 19 października 2006(dts)            | 1 stycznia 2009(dts)               | Grupa ITI                                                        | Polska                     | polski                                                                    | platforma: n                                                           | edukacyjny                                         | 4:3 SDTV | Został zlikwidowany z powodu niskiej rentowności, a kanał przeniesiono do internetu. |
|                                | nTalk                               | 19 października 2007(dts)            | 28 czerwca 2009(dts)               | ITI Neovision                                                    | Polska                     | polski                                                                    | platformy sat.                                                         | rozrywkowy                                         | 4:3 SDTV | Dostępny był jedynie na platformie n. Nie podano przyczyny zakończenia nadawania. |
|                                | O.TV                                | 6 października 2007(dts)             | 28 czerwca 2009(dts)               | ITI Neovision                                                    | Polska                     | polski                                                                    | platformy sat.                                                         | rozrywkowy                                         | 4:3 SDTV | Dostępny był jedynie na platformie n. Zaprzestał nadawania z przyczyn ekonomicznych. W latach 2009-2010 był nadawany jako pasmo na ZigZapie i pod nazwą Owsiak TV. |
|                                | TVN Lingua                          | 16 października 2006(dts)            | 15 lipca 2009(dts)                 | Grupa ITI                                                        | Polska                     | polski                                                                    | platforma: C+, n, TnK, TP, sieci kablowe                               | edukacyjny                                         | 4:3 SDTV | Został zlikwidowany z powodu nieuzyskania rentowności. |
|                                | Jetix                               | 1 stycznia 2005(dts)                 | 18 września 2009(dts)              | The Walt Disney Company                                          | Polska                     | polski                                                                    | platforma: C+, CP, n, sieci kablowe                                    | dziecięcy                                          | 4:3 SDTV | Został zastąpiony przez Disney XD. |
|                                | Air Box TV                          | 21 kwietnia 2008(dts)                | 5 października 2009(dts)           | Mega Dating                                                      | Turcja                     | polski                                                                    | FTA: HotBird                                                           | muzyczny                                           | 4:3 SDTV | [ 70 ] |
|                                | dating.tv                           | 5 marca 2008(dts)                    | —                                  | Mega Dating                                                      | Turcja                     | polski                                                                    | FTA: HotBird                                                           | matrymonialny                                      | 4:3 SDTV | Był to polskojęzyczny blok emitowany na antenie tureckiego Finest TV. Nie wiadomo kiedy zaprzestano jego emisji. |
|                                | Discovery HD (pierwsza odsłona)     | 13 października 2006(dts)            | 15 stycznia 2010(dts)              | Discovery Communications                                         | —                          | polski                                                                    | platformy sat., sieci kablowe, IPTV                                    | dokumentalny                                       | 16:9 HDTV | Został zastąpiony przez Discovery Showcase HD. |
|                                | Patio TV                            | 26 września 2008(dts)                | 1 marca 2010(dts)                  | Fabryka Mediów Sp. z.o.o. / Weksel Holding                       | Polska                     | polski                                                                    | platformy sat., sieci kablowe, IPTV                                    | rozrywkowy / edukacyjny                            | 4:3 SDTV | Na początku marca nieoczekiwanie zawieszono emisję stacji. Planowane wznowienie emisji na początku kwietnia nie doszło do skutku. |
|                                | Zone Club                           | 14 czerwca 2006(dts)                 | 27 grudnia 2010(dts)               | Chello Zone                                                      | Wielka Brytania            | polski, angielski                                                         | platformy sat., sieci kablowe, IPTV                                    | lifestyle                                          | 4:3 SDTV | Zmienił nazwę na Club TV. |
|                                | Jetix Play                          | 1 stycznia 2005(dts)                 | 31 lipca 2010(dts)                 | The Walt Disney Company                                          | Polska                     | polski                                                                    | platformy sat., sieci kablowe, IPTV                                    | dziecięcy                                          | 4:3 SDTV | Na jego miejscu został uruchomiony Playhouse Disney. |
|                                | Canal+ Sport 3 (pierwsza odsłona)   | 13 marca 2010(dts)                   | 3 września 2010(dts)               | Canal+ Cyfrowy                                                   | Polska                     | polski                                                                    | platformy sat., sieci kablowe, IPTV                                    | sportowy                                           | 16:9 SDTV | Został zastąpiony przez Canal+ Gol. Wznowił nadawanie 11 lipca 2019 roku. |
|                                | Hallmark Channel                    | 1 kwietnia 1998(dts)                 | 13 września 2010(dts)              | Sparrowhawk Media / NBCUniversal                                 | —                          | polski                                                                    | platformy sat., sieci kablowe, IPTV                                    | filmowy                                            | 4:3 SDTV | Został zastąpiony przez 13th Street Universal (obecnie 13 Ulica). |
|                                | Discovery Travel & Living           | 1 lutego 2005(dts)                   | 30 września 2010(dts)              | Discovery Communications                                         | —                          | polski                                                                    | platformy sat., sieci kablowe, IPTV                                    | dokumentalny / lifestyle                           | 4:3 SDTV | Został zastąpiony przez TLC. |
|                                | JimJam                              | 3 grudnia 2007(dts)                  | 2011–2012                          | Chello Zone                                                      | —                          | polski                                                                    | platformy sat., sieci kablowe, IPTV                                    | dziecięcy                                          | 4:3 SDTV | 19 listopada 2009 roku uruchomiono przeznaczony na polski rynek kanał Polsat JimJam, który pojawił się w ofercie Cyfrowego Polsatu. Wkrótce potem zaczął on poszerzać zasięg kosztem JimJama. |
|                                | Playhouse Disney                    | 1 września 2010(dts)                 | 1 czerwca 2011(dts)                | The Walt Disney Company                                          | Polska                     | polski                                                                    | platformy sat., sieci kablowe, IPTV                                    | dziecięcy                                          | 4:3 SDTV | Zmienił nazwę na Disney Junior. |
|                                | MTVN HD                             | 15 września 2008(dts)                | 1 lipca 2011(dts)                  | Viacom                                                           | —                          | polski                                                                    | platformy sat., sieci kablowe, IPTV                                    | muzyczny / rozrywkowy                              | 16:9 HDTV | Zmienił nazwę na MTV Live HD. |
|                                | Canal+ Sport 2 (pierwsza odsłona)   | 13 listopada 2004(dts)               | 27 lipca 2011(dts)                 | Canal+ Cyfrowy                                                   | Polska                     | polski                                                                    | platformy sat., sieci kablowe, IPTV                                    | sportowy                                           | 4:3 / 16:9 SDTV | Został zastąpiony przez Canal+ Gol. Wznowił emisję w maju 2015 w związku ze zmianami w portfolio nadawcy. |
|                                | Orange Sport Info                   | 6 kwietnia 2009(dts)                 | 1 września 2011(dts)               | Orange Polska                                                    | Polska                     | polski                                                                    | platforma: C+, CP, n, TP, NnK, sieci kablowe                           | sportowy / informacyjny                            | 16:9 SDTV | Został połączony z kanałem Orange Sport. |
|                                | ZigZap                              | 16 października 2004(dts)            | 30 września 2011(dts)              | Canal+ Cyfrowy                                                   | Polska                     | polski                                                                    | platformy sat., sieci kablowe, IPTV                                    | dziecięcy                                          | 4:3 / 16:9 SDTV | Dzielił czas antenowy z Hyperem. W 2011 zastąpiono go kanałem teleTOON+. |
|                                | TVN+1                               | 1 czerwca 2011(dts)                  | 3 listopada 2011(dts)              | Grupa ITI                                                        | Polska                     | polski                                                                    | telewizja naziemna                                                     | ogólny (timeshift)                                 | 16:9 SDTV | Dostępny był jedynie w Warszawie i okolicach. Zakończył nadawanie w wyniku nieporozumień dotyczących sprzedaży czasu reklamowego. |
|                                | Kuchnia.tv                          | 30 września 2006(dts)                | 11 listopada 2011(dts)             | Canal+ Cyfrowy                                                   | Polska                     | polski                                                                    | Platforma Canal+ i sieci kablowe                                       | kulinarny                                          | 16:9 SDTV | Kanał zmienił nazwę na Kuchnia+. |
|                                | NFilm HD                            | 2 września 2009(dts)                 | 14 grudnia 2011(dts)               | ITI Neovision                                                    | Polska                     | polski                                                                    | platformy sat., sieci kablowe, IPTV                                    | filmowy                                            | 16:9 HDTV | Został zastąpiony przez NPremium HD. |
|                                | NFilm HD 2                          | 2 września 2009(dts)                 | 14 grudnia 2011(dts)               | ITI Neovision                                                    | Polska                     | polski                                                                    | platformy sat., sieci kablowe, IPTV                                    | filmowy                                            | 16:9 HDTV | Został zastąpiony przez NPremium HD 3. |
|                                | NShow 3D                            | 4 grudnia 2010(dts)                  | 14 grudnia 2011(dts)               | ITI Neovision                                                    | Polska                     | polski                                                                    | platformy sat.                                                         | ogólny                                             | 16:9 3DTV | Został zastąpiony przez NPremium HD 4. |
|                                | Movies 24 (Christmas 24)            | 12 grudnia 2007(dts)                 | 31 grudnia 2011(dts)               | Sparrowhawk Media / NBCUniversal                                 | —                          | polski                                                                    | platformy sat., sieci kablowe, IPTV                                    | filmowy                                            | 4:3 SDTV | Na czas świąt Bożego Narodzenia kanał zmieniał nazwę na Christmas 24. Przyczyna zakończenia emisji nie jest znana. |
|                                | TVN HD+1                            | 1 maja 2010(dts)                     | 31 stycznia 2012(dts)              | Grupa ITI                                                        | Polska                     | polski                                                                    | platforma: CP, n, TP, NnK, sieci kablowe                               | ogólny (timeshift)                                 | 16:9 HDTV | Kanał zakończył nadawanie w wyniku nieporozumień dotyczących sprzedaży czasu reklamowego. |
|                                | Polsat Futbol                       | 17 września 2009(dts)                | 1 czerwca 2012(dts)                | Telewizja Polsat                                                 | Polska                     | polski                                                                    | platforma: CP, sieci kablowe, IPTV                                     | sportowy                                           | 16:9 SDTV | Został zastąpiony przez wersję HD kanału Polsat Sport Extra. |
|                                | SportKlub+                          | 19 października 2006(dts)            | 1 października 2012(dts)           | IKO Media Group                                                  | —                          | polski                                                                    | platformy sat., sieci kablowe, IPTV                                    | sportowy                                           | 4:3 / 16:9 SDTV | Zastąpił go kanał FightKlub. |
|                                | Zone Reality                        | 14 czerwca 2006(dts)                 | 3 grudnia 2012(dts)                | Chello Zone                                                      | Wielka Brytania            | polski, angielski                                                         | platformy sat., sieci kablowe, IPTV                                    | dokumentalny / rozrywkowy                          | 4:3 SDTV | Zmienił nazwę na CBS Reality. |
|                                | Zone Europa                         | 26 czerwca 2006(dts)                 | 3 grudnia 2012(dts)                | Chello Zone                                                      | Wielka Brytania            | polski, angielski                                                         | platformy sat., sieci kablowe, IPTV                                    | filmowy                                            | 4:3 SDTV | Zmienił nazwę na CBS Europa. |
|                                | Club TV                             | 27 grudnia 2010(dts)                 | 3 grudnia 2012(dts)                | Chello Zone                                                      | Wielka Brytania            | polski, angielski                                                         | platformy sat., sieci kablowe, IPTV                                    | lifestyle                                          | 4:3 SDTV | Zastąpił go filmowy CBS Drama. |
|                                | TV 1000                             | 5 marca 2007(dts)                    | 15 stycznia 2013(dts)              | Viasat World                                                     | Szwecja                    | polski                                                                    | platformy sat., sieci kablowe, IPTV                                    | filmowy                                            | 16:9 SDTV | [ 97 ] |
|                                | Discovery HD Showcase               | 15 stycznia 2010(dts)                | 19 stycznia 2013(dts)              | Discovery Communications                                         | —                          | polski                                                                    | platformy sat., sieci kablowe, IPTV                                    | dokumentalny                                       | 16:9 HDTV | Został zastąpiony kanałem Discovery Channel HD (obecnie Discovery HD). |
|                                | TV Biznes                           | 1 września 2004(dts)                 | 18 lutego 2013(dts)                | Media Biznes / Telewizja Polsat                                  | Polska                     | polski                                                                    | FTA: Hot Bird, platformy sat., sieci kablowe, IPTV                     | informacyjny                                       | 4:3 / 16:9 SDTV | Został zastąpiony przez Polsat Biznes. |
|                                | Viasat Explorer                     | 1 listopada 2003(dts)                | 1 marca 2013(dts)                  | Viasat World                                                     | Szwecja                    | polski                                                                    | platformy sat., sieci kablowe, IPTV                                    | dokumentalny                                       | 16:9 SDTV | Kanał zmienił nazwę na Polsat Viasat Explorer, a emisja została wydłużona do 24 godzin, zlikwidowano anglojęzyczny blok Spice. |
|                                | Viasat History                      | 1 września 2004(dts)                 | 1 marca 2013(dts)                  | Viasat World                                                     | Szwecja                    | polski                                                                    | platformy sat., sieci kablowe, IPTV                                    | dokumentalny                                       | 16:9 SDTV | Kanał zmienił nazwę na Polsat Viasat History. |
|                                | Viasat Nature                       | 5 maja 2010(dts)                     | 1 marca 2013(dts)                  | Viasat World                                                     | Szwecja                    | polski                                                                    | platformy sat., sieci kablowe, IPTV                                    | dokumentalny                                       | 16:9 SDTV | Kanał zmienił nazwę na Polsat Viasat Nature. |
|                                | Canal+ Weekend                      | 27 lipca 2011(dts)                   | 5 kwietnia 2013(dts)               | Canal+ Cyfrowy                                                   | Polska                     | polski                                                                    | platforma: C+, sieci kablowe, IPTV                                     | ogólny (premium)                                   | 16:9 SDTV | W wyniku fuzji Cyfry+ i Platformy n kanały zakończyły nadawanie. |
|                                | Canal+ Weekend HD                   | 28 października 2011(dts)            | 5 kwietnia 2013(dts)               | Canal+ Cyfrowy                                                   | Polska                     | polski                                                                    | platforma: C+, sieci kablowe, IPTV                                     | ogólny (premium)                                   | 16:9 HDTV | W wyniku fuzji Cyfry+ i Platformy n kanały zakończyły nadawanie. |
|                                | Canal+ Gol                          | 11 września 2010(dts)                | 5 kwietnia 2013(dts)               | Canal+ Cyfrowy                                                   | Polska                     | polski                                                                    | platforma: C+, sieci kablowe, IPTV                                     | sportowy                                           | 16:9 SDTV | W wyniku fuzji Cyfry+ i Platformy n kanały zakończyły nadawanie. |
|                                | Canal+ Gol HD                       | 28 października 2011(dts)            | 5 kwietnia 2013(dts)               | Canal+ Cyfrowy                                                   | Polska                     | polski                                                                    | platforma: C+, sieci kablowe, IPTV                                     | sportowy                                           | 16:9 HDTV | W wyniku fuzji Cyfry+ i Platformy n kanały zakończyły nadawanie. |
|                                | Canal+ 3D                           | 17 grudnia 2010(dts)                 | 5 kwietnia 2013(dts)               | Canal+ Cyfrowy                                                   | Polska                     | polski                                                                    | platforma: C+, sieci kablowe, IPTV                                     | ogólny (premium)                                   | 16:9 3DTV | W wyniku fuzji Cyfry+ i Platformy n kanały zakończyły nadawanie. |
|                                | nPremium HD                         | 15 grudnia 2011(dts)                 | 5 kwietnia 2013(dts)               | ITI Neovision                                                    | Polska                     | polski                                                                    | platforma: n, sieci kablowe, IPTV                                      | ogólny (premium)                                   | 16:9 HDTV | W wyniku fuzji Cyfry+ i Platformy n kanały zakończyły nadawanie. |
|                                | nPremium HD 2                       | 15 grudnia 2011(dts)                 | 5 kwietnia 2013(dts)               | ITI Neovision                                                    | Polska                     | polski                                                                    | platforma: n, sieci kablowe, IPTV                                      | ogólny (premium)                                   | 16:9 HDTV | W wyniku fuzji Cyfry+ i Platformy n kanały zakończyły nadawanie. |
|                                | nPremium HD 3                       | 15 grudnia 2011(dts)                 | 5 kwietnia 2013(dts)               | ITI Neovision                                                    | Polska                     | polski                                                                    | platforma: n, sieci kablowe, IPTV                                      | ogólny (premium)                                   | 16:9 HDTV | W wyniku fuzji Cyfry+ i Platformy n kanały zakończyły nadawanie. |
|                                | nPremium HD 4                       | 15 grudnia 2011(dts)                 | 5 kwietnia 2013(dts)               | ITI Neovision                                                    | Polska                     | polski                                                                    | platforma: n, sieci kablowe, IPTV                                      | ogólny (premium)                                   | 16:9 HDTV | W wyniku fuzji Cyfry+ i Platformy n kanały zakończyły nadawanie. |
|                                | Wojna i Pokój                       | 17 października 2006(dts)            | 5 kwietnia 2013(dts)               | ITI Neovision                                                    | Polska                     | polski                                                                    | platforma: n, sieci kablowe, IPTV                                      | filmowy                                            | 16:9 SDTV | W wyniku fuzji Cyfry+ i Platformy n kanały zakończyły nadawanie. |
| Wojna i Pokój HD               | 1 czerwca 2012(dts)                 | 16:9 HDTV                            | 5 kwietnia 2013(dts)               | ITI Neovision                                                    | Polska                     | polski                                                                    | platforma: n, sieci kablowe, IPTV                                      | filmowy                                            | | W wyniku fuzji Cyfry+ i Platformy n kanały zakończyły nadawanie. |
|                                | KidsCo                              | 7 września 2007(dts)                 | 5 maja 2013(dts)                   | Sparrowhawk Media / DIC Entertainment / NBCUniversal             | —                          | polski, angielski, turecki, islandzki, ukrainski                          | platformy sat., sieci kablowe, IPTV                                    | dziecięcy                                          | 4:3 SDTV | Prawdopodobnie zakończył nadawanie w wyniku słabej oglądalności. W sieci Inea został zastąpiony kanałem Duck TV, natomiast w Elsacie przez Nick Jr.. |
|                                | Hot TV                              | 6 lipca 2012(dts)                    | 18 maja 2013(dts)                  | Telestar / MINI S.A. / Hyperion                                  | Polska                     | polski                                                                    | FTA: HotBird, platformy sat., sieci kablowe, IPTV                      | muzyczny / erotyczny                               | 16:9 SDTV | 9 stycznia 2013 zastąpił go Ezo TV. Od tamtej pory kanał nadawany był jako nocny blok muzyczny. Jednocześnie na ITV emitowana była druga wersja bloku, tym razem erotycznego. W 2013 w miejscu kanału uruchomiono kopię nowych parametrów nadawania ITV, a jakiś czas później zrezygnowano z emisji pasma erotycznego. |
|                                | Ezo TV                              | 9 stycznia 2013(dts)                 | 18 maja 2013(dts)                  | Telestar / MINI S.A. / Hyperion                                  | Polska                     | polski                                                                    | FTA: HotBird, platformy sat., sieci kablowe, IPTV                      | ezoteryczny / muzyczny                             | 16:9 SDTV | Dzielił czas antenowy z Hot TV. W 2013 w miejscu kanału uruchomiono kopię nowych parametrów nadawania ITV. Tym samym stacja ponownie stała się pasmem programowym. |
|                                | Wedding TV                          | 19 lutego 2007(dts)                  | 20 maja 2013(dts)                  | Creamdove Limited                                                | —                          | polski                                                                    | platformy sat., sieci kablowe, IPTV                                    | lifestyle                                          | 4:3 SDTV | Zmienił nazwę na LOVE. |
|                                | Rodin TV                            | 10 sierpnia 2011(dts)                | 23 lipca 2013(dts)                 | Rodin TV Sp. z o.o.                                              | Polska                     | polski                                                                    | FTA: Hot Bird, platforma: C+, n, sieci kablowe                         | rozrywkowy / ezoteryczny                           | 4:3 SDTV | [ 108 ] |
|                                | ESPN Classic                        | 9 stycznia 2006(dts)                 | 31 lipca 2013(dts)                 | ESPN Inc.                                                        | Wielka Brytania            | polski, angielski                                                         | platformy sat., sieci kablowe, IPTV                                    | sportowy                                           | 16:9 SDTV | Został wycofany po przejęciu przez British Telecom. |
|                                | NASN (ESPN America)                 | 21 listopada 2006(dts)               | 31 lipca 2013(dts)                 | ESPN Inc.                                                        | Wielka Brytania            | polski, angielski                                                         | platformy sat., sieci kablowe, IPTV                                    | sportowy                                           | 16:9 SDTV | Do 1 lutego 2009 nadawał pod nazwą NASN. Został wycofany po przejęciu przez British Telecom. |
|                                | Zone Romantica                      | 26 czerwca 2006(dts)                 | 31 sierpnia 2013(dts)              | Zone Vision / Chello Zone                                        | Wielka Brytania            | polski, angielski                                                         | platforma: C+, CP, n, sieci kablowe, IPTV                              | filmowy                                            | 4:3 SDTV | U większości operatorów został zastąpiony kanałem CBS Action. W sieci Multimedia został zastąpiony przez Novela TV, zaś w Cyfrowym Polsacie przez Polsat Romans. |
|                                | Discovery World                     | 18 kwietnia 2008(dts)                | 16 września 2013(dts)              | Discovery Communications                                         | —                          | polski                                                                    | platformy sat., sieci kablowe, IPTV                                    | dokumentalny                                       | 4:3 SDTV | Został zastąpiony rozrywkowym kanałem Discovery Turbo Xtra (obecnie DTX). |
|                                | AXN Crime                           | 29 maja 2006(dts)                    | 30 września 2013(dts)              | Sony Pictures Television                                         | —                          | polski                                                                    | platformy sat., sieci kablowe, IPTV                                    | filmowy                                            | 4:3 SDTV | Kanały zostały zastąpione przez AXN White i AXN Black. |
|                                | AXN Sci-Fi                          | 29 maja 2006(dts)                    | 30 września 2013(dts)              | Sony Pictures Television                                         | —                          | polski                                                                    | platformy sat., sieci kablowe, IPTV                                    | filmowy                                            | 4:3 SDTV | Kanały zostały zastąpione przez AXN White i AXN Black. |
|                                | TVN CNBC Biznes (TVN CNBC)          | 3 września 2007(dts)                 | 31 grudnia 2013(dts)               | Grupa ITI / CNBC Europe                                          | Polska                     | polski                                                                    | platformy sat., sieci kablowe, IPTV                                    | informacyjny                                       | 4:3 / 16:9 SDTV | Początkowo nadawał jako TVN CNBC Biznes. 30 sierpnia 2010 nazwę skrócono do TVN CNBC. W 2013 został zastąpiony kanałem TVN24 Bis. |
|                                | Polsat Biznes                       | 18 lutego 2013(dts)                  | 8 czerwca 2014(dts)                | Telewizja Polsat                                                 | Polska                     | polski                                                                    | platformy sat., sieci kablowe, IPTV                                    | informacyjny                                       | 16:9 SDTV | Zastąpił go Polsat News+, obecnie Polsat News 2. |
|                                | (Hyper) Hyper+                      | 1 września 2001                      | 1 lipca 2014(dts)                  | ITI Neovision                                                    | Polska                     | polski                                                                    | platformy sat., sieci kablowe                                          | gry komputerowe                                    | 4:3 / 16:9 SDTV | Pierwotnie nadawał pod nazwą Hyper, i dzielił czas antenowy z MiniMaxem, później ZigZapem i teleTOON+. Na skutek wydłużenia godzin emisji trzeciej z nich, pasmo zakończyło nadawanie. |
|                                | Hyper+ HD                           | 11 listopada 2011(dts)               | 1 lipca 2014(dts)                  | ITI Neovision                                                    | Polska                     | polski                                                                    | platformy sat., sieci kablowe                                          | gry komputerowe                                    | 16:9 HDTV | Na skutek wydłużenia godzin emisji Teletoon+ HD, pasmo zakończyło nadawanie. |
|                                | Rebel TV (Rbl.tv)                   | 14 grudnia 2009(dts)                 | 11 sierpnia 2014(dts)              | 4fun Media                                                       | Polska                     | polski                                                                    | FTA: Hot Bird, platformy sat., sieci kablowe, IPTV                     | muzyczny / rozrywkowy                              | 4:3 / 16:9 SDTV | Początkowo nadawał jako Rebel TV, 29 października 2012 uproszczono nazwę na Rbl.tv. W 2014 w przekazie kablowym i satelitarnym zastąpiono go kanałem Mjuzik.tv. Jeszcze przez pewien czas stacja nadawała w internecie.                                                                                                |
|                                | Radio na Wizji                      | 17 stycznia 2011(dts)                | 31 sierpnia 2014(dts)              | Polskie Radio                                                    | Polska                     | polski                                                                    | FTA: Hot Bird, platformy sat., sieci kablowe, IPTV                     | ogólny                                             | 16:9 SDTV | [ 124 ] |
| Radio na Wizji HD              | 22 lutego 2011(dts)                 | sieci kablowe, IPTV                  | 31 sierpnia 2014(dts)              | Polskie Radio                                                    | Polska                     | polski                                                                    | 16:9 HDTV                                                              | ogólny                                             | | [ 124 ] |
|                                | LOVE (kopia)                        | 2 kwietnia 2014(dts)                 | 6 listopada 2014(dts)              | Creamdove Limited                                                | —                          | polski                                                                    | platformy sat.                                                         | lifestyle                                          | 16:9 SDTV | Była to kopia nadawanej przez 1 Plus 1 Equals 10 Ltd. stacji pod tą samą nazwą, co doprowadziło do sporu między nadawcami. Pod koniec października licencja na nadawanie została cofnięta, a w listopadzie zaprzestano jego emisji. Kopia telewizji LOVE była dostępna wyłącznie w Cyfrowym Polsacie.                  |
|                                | Kosmica TV                          | 1 sierpnia 2009(dts)                 | 7 stycznia 2015(dts)               | adviqo Polska Sp. z o.o.                                         | Polska                     | polski                                                                    | FTA satelita: Astra 23,5°E, live streaming                             | ezoteryczny                                        | 16:9 SDTV | Stacja zakończyła nadawanie większości bloków na żywo 30 czerwca 2014 r. Do 7 stycznia 2015 r. emisja kanału kontynuowana była z satelity Astra 23,5°E. |
|                                | Hallo TV                            | 17 czerwca 2013(dts)                 | 7 stycznia 2015(dts)               | The Niessl Telecommunication GmbH                                | Austria                    | polski, niemiecki                                                         | Astra 19,2°E, platforma: nc+                                           | rozrywkowy / erotyczny                             | 16:9 SDTV | Zakończył nadawanie w wyniku problemów finansowych i bankructwa jej właściciela. |
|                                | Fox Life                            | 4 stycznia 2007(dts)                 | 16 stycznia 2015(dts)              | Fox International Channels                                       | Polska                     | polski                                                                    | platformy sat., sieci kablowe, IPTV                                    | filmowy                                            | 16:9 SDTV | Został zastąpiony kanałem Fox Comedy. |
|                                | Fox Life HD                         | 1 kwietnia 2010(dts)                 | 16 stycznia 2015(dts)              | Fox International Channels                                       | Polska                     | polski                                                                    | platformy sat., sieci kablowe, IPTV                                    | filmowy                                            | 16:9 HDTV | Został zastąpiony kanałem Fox Comedy HD. |
|                                | Next TV HD                          | 29 listopada 2011(dts)               | 31 stycznia 2015(dts)              | Astro                                                            | Polska                     | polski                                                                    | sieci kablowe, IPTV                                                    | ogólny                                             | 16:9 HDTV | 11 września 2014 roku niespodziewanie zawiesił emisję. W styczniu 2015 decyzją nadawcy kanał zakończył nadawanie. Na jego bazie został uruchomiony 13 HD. |
|                                | Next TV 3D                          | 29 listopada 2011(dts)               | 31 stycznia 2015(dts)              | Astro                                                            | Polska                     | polski                                                                    | sieci kablowe, IPTV                                                    | ogólny                                             | 16:9 3DTV | 11 września 2014 roku niespodziewanie zawiesił emisję. W styczniu 2015 decyzją nadawcy kanał zakończył nadawanie. Na jego bazie został uruchomiony 13 3D. |
|                                | Next Man HD                         | lipiec 2011                          | 31 stycznia 2015(dts)              | Astro                                                            | Polska                     | polski                                                                    | sieci kablowe, IPTV                                                    | rozrywkowy (programy dla mężczyzn)                 | 16:9 HDTV | 11 września 2014 roku niespodziewanie zawiesił emisję. W styczniu 2015 decyzją nadawcy kanały zakończyły nadawanie. |
| Next Man 3D                    | 16:9 3DTV                           | lipiec 2011                          | 31 stycznia 2015(dts)              | Astro                                                            | Polska                     | polski                                                                    | sieci kablowe, IPTV                                                    | rozrywkowy (programy dla mężczyzn)                 | | 11 września 2014 roku niespodziewanie zawiesił emisję. W styczniu 2015 decyzją nadawcy kanały zakończyły nadawanie. |
|                                | Next Lejdis HD                      | lipiec 2011                          | 31 stycznia 2015(dts)              | Astro                                                            | Polska                     | polski                                                                    | sieci kablowe, IPTV                                                    | rozrywkowy (programy dla kobiet)                   | 16:9 HDTV | 11 września 2014 roku niespodziewanie zawiesił emisję. W styczniu 2015 decyzją nadawcy kanały zakończyły nadawanie. |
| Next Lejdis 3D                 | 16:9 3DTV                           | lipiec 2011                          | 31 stycznia 2015(dts)              | Astro                                                            | Polska                     | polski                                                                    | sieci kablowe, IPTV                                                    | rozrywkowy (programy dla kobiet)                   | | 11 września 2014 roku niespodziewanie zawiesił emisję. W styczniu 2015 decyzją nadawcy kanały zakończyły nadawanie. |
|                                | Next Young HD                       | lipiec 2011                          | 31 stycznia 2015(dts)              | Astro                                                            | Polska                     | polski                                                                    | sieci kablowe, IPTV                                                    | dziecięcy                                          | 16:9 HDTV | 11 września 2014 roku niespodziewanie zawiesił emisję. W styczniu 2015 decyzją nadawcy kanały zakończyły nadawanie. Na bazie koncesji miała wystartować Bajka, która ostatecznie nie rozpoczęła nadawania. |
| Next Young 3D                  | 16:9 3DTV                           | lipiec 2011                          | 31 stycznia 2015(dts)              | Astro                                                            | Polska                     | polski                                                                    | sieci kablowe, IPTV                                                    | dziecięcy                                          | | 11 września 2014 roku niespodziewanie zawiesił emisję. W styczniu 2015 decyzją nadawcy kanały zakończyły nadawanie. Na bazie koncesji miała wystartować Bajka, która ostatecznie nie rozpoczęła nadawania. |
|                                | Next Music                          | 1 czerwca 2012(dts)                  | 31 stycznia 2015(dts)              | Astro                                                            | Polska                     | polski                                                                    | sieci kablowe, IPTV                                                    | muzyczny                                           | 16:9 SDTV | 11 września 2014 roku niespodziewanie zawiesił emisję. W styczniu 2015 decyzją nadawcy kanał zakończył nadawanie. |
| Next Music HD (Next Music+ HD) | lipiec 2011                         | 16:9 HDTV                            | 31 stycznia 2015(dts)              | Astro                                                            | Polska                     | polski                                                                    | sieci kablowe, IPTV                                                    | muzyczny                                           | Początkowo nadawał pod nazwą Next Music HD. 11 września 2014 roku niespodziewanie zawiesił emisję. W styczniu 2015 decyzją nadawcy kanał zakończył nadawanie. | |
|                                | Religia.tv                          | 15 października 2007(dts)            | 31 stycznia 2015(dts)              | ITI Impressario Holding BV                                       | Polska                     | polski                                                                    | platformy sat., sieci kablowe, IPTV                                    | religijny                                          | 16:9 SDTV | W grudniu 2014 został zapowiedziany koniec kanału. |
|                                | BBC Entertainment                   | 2 grudnia 2007(dts)                  | 1 lutego 2015(dts)                 | BBC Worldwide Ltd.                                               | Wielka Brytania            | polski, angielski                                                         | platformy sat., sieci kablowe, IPTV                                    | rozrywkowy                                         | 16:9 SDTV | Został zastąpiony kanałem BBC Brit. |
|                                | BBC Knowledge                       | 2 grudnia 2007(dts)                  | 1 lutego 2015(dts)                 | BBC Worldwide Ltd.                                               | Wielka Brytania            | polski, angielski                                                         | platformy sat., sieci kablowe, IPTV                                    | dokumentalny                                       | 16:9 SDTV | Został zastąpiony kanałem BBC Earth. |
| BBC Knowledge HD               | 1 lutego 2011(dts)                  | platforma: nc+                       | 1 lutego 2015(dts)                 | BBC Worldwide Ltd.                                               | Wielka Brytania            | polski, angielski                                                         | 16:9 HDTV                                                              | dokumentalny                                       | Został zastąpiony kanałem BBC Earth HD. | |
|                                | Viacom Blink!                       | 20 lipca 2011(dts)                   | 19 marca 2015(dts)                 | Viacom / Endemol                                                 | Polska                     | polski                                                                    | platformy sat., sieci kablowe, IPTV                                    | lifestyle                                          | 16:9 SDTV | Został zastąpiony przez Paramount Channel. |
|                                | TVN Meteo (pierwsza odsłona)        | 10 maja 2003(dts)                    | 16 kwietnia 2015(dts)              | Grupa ITI                                                        | Polska                     | polski                                                                    | platforma: CP, nc+, TnK, TnK HD, OTV sieci kablowe, IPTV               | informacyjny                                       | 16:9 SDTV | Kanał zmienił nazwę na TVN Meteo Active. |
|                                | Canal+ Film 2                       | 5 kwietnia 2013(dts)                 | 10 maja 2015(dts)                  | Canal+ Cyfrowy / ITI Neovision                                   | Polska                     | polski                                                                    | nc+, sieci kablowe, IPTV                                               | filmowy                                            | 16:9 SDTV | Na jego miejscu został uruchomiony Canal+ Seriale. |
|                                | Canal+ Film 2 HD                    | 5 kwietnia 2013(dts)                 | 10 maja 2015(dts)                  | Canal+ Cyfrowy / ITI Neovision                                   | Polska                     | polski                                                                    | nc+, sieci kablowe, IPTV                                               | filmowy                                            | 16:9 HDTV | Na jego miejscu został uruchomiony Canal+ Seriale HD. |
|                                | Canal+ Family 2                     | 5 kwietnia 2013(dts)                 | 10 maja 2015(dts)                  | Canal+ Cyfrowy / ITI Neovision                                   | Polska                     | polski                                                                    | nc+, sieci kablowe, IPTV                                               | filmowy                                            | 16:9 SDTV | Na jego miejscu został uruchomiony Canal+ 1. |
|                                | Canal+ Family 2 HD                  | 5 kwietnia 2013(dts)                 | 10 maja 2015(dts)                  | Canal+ Cyfrowy / ITI Neovision                                   | Polska                     | polski                                                                    | nc+, sieci kablowe, IPTV                                               | filmowy                                            | 16:9 HDTV | Na jego miejscu został uruchomiony Canal+ 1 HD. |
|                                | TV.Disco                            | 27 września 2011(dts)                | 25 czerwca 2015(dts)               | 4fun Media                                                       | Polska                     | polski                                                                    | telewizja naziemna, platformy sat., sieci kablowe, IPTV                | muzyczny                                           | 16:9 SDTV | Zmienił nazwę na 4fun Fit & Dance. |
|                                | Mjuzik.tv                           | 12 sierpnia 2014(dts)                | 25 czerwca 2015(dts)               | 4fun Media                                                       | Polska                     | polski                                                                    | platformy sat., sieci kablowe, IPTV                                    | muzyczny                                           | 16:9 SDTV | Zmienił nazwę na 4fun Hits. |
|                                | FilmBox HD                          | 1 marca 2008(dts)                    | 29 września 2015(dts)              | SPI International Polska                                         | Polska                     | polski                                                                    | platformy sat., sieci kablowe, IPTV                                    | filmowy                                            | 16:9 HDTV | Zmienił nazwę na FilmBox Premium HD. |
|                                | 4fun Fit & Dance                    | 25 czerwca 2015(dts)                 | 1 października 2015(dts)           | 4fun Media                                                       | Polska                     | polski                                                                    | telewizja naziemna, platformy sat., sieci kablowe, IPTV                | muzyczny                                           | 16:9 SDTV | Zmienił nazwę na 4fun Dance. |
|                                | TCM                                 | 1 września 1998(dts)                 | 5 października 2015(dts)           | Time Warner                                                      | Stany Zjednoczone          | polski, angielski                                                         | platformy sat., sieci kablowe, IPTV                                    | filmowy                                            | 16:9 SDTV | Kanał zmienił nazwę na TNT. |
|                                | ITV                                 | 15 czerwca 2003(dts)                 | 26 lutego 2016(dts)                | Telestar / MINI S.A. / Hyperion                                  | Polska                     | polski                                                                    | FTA: Hot Bird, platformy sat., sieci kablowe, IPTV                     | interaktywny / rozrywkowy / muzyczny / ezoteryczny | 4:3 / 16:9 SDTV | Zmienił nazwę na TO!TV. |
|                                | HBO Comedy                          | 1 lutego 2007(dts)                   | 21 marca 2016(dts)                 | HBO Holding Zrt.                                                 | Polska                     | polski, angielski                                                         | platformy sat., sieci kablowe, IPTV                                    | filmowy                                            | 16:9 SDTV | Kanał zmienił nazwę na HBO3. |
|                                | HBO Comedy HD                       | 7 marca 2011(dts)                    | 21 marca 2016(dts)                 | HBO Holding Zrt.                                                 | Polska                     | polski, angielski                                                         | platformy sat., sieci kablowe, IPTV                                    | filmowy                                            | 16:9 HDTV | Kanał zmienił nazwę na HBO3 HD. |
|                                | MGM HD                              | 7 grudnia 2006(dts)                  | 5 maja 2016(dts)                   | MGM Channel Poland Ltd                                           | Polska                     | polski                                                                    | platformy sat., sieci kablowe, IPTV                                    | filmowy                                            | 16:9 HDTV | Zastąpiony został przez AMC. |
|                                | iPol TV                             | 1 grudnia 2014(dts)                  | 27 maja 2016(dts)                  | Mediatex Poland Sp. z o.o.                                       | Polska                     | polski                                                                    | telewizja naziemna: MUX L2, sieci kablowe, IPTV                        | ezoteryczny                                        | 16:9 SDTV | 14 maja zawiesiła emisję. 23 maja wznowiła nadawanie, jednak została zlikwidowana z nieznanych przyczyn. |
|                                | The Medical Channel                 | 10 marca 2016(dts)                   | 18 sierpnia 2016(dts)              | Limeclip Ltd.                                                    | Wielka Brytania            | polski                                                                    | sieci kablowe, IPTV                                                    | medyczny                                           | 16:9 SDTV | [ 148 ] [ 149 ] |
|                                | 4fun Hits                           | 25 czerwca 2015(dts)                 | 4 października 2016(dts)           | 4fun Media                                                       | Polska                     | polski                                                                    | platformy sat., sieci kablowe, IPTV                                    | muzyczny                                           | 16:9 SDTV | Zmienił nazwę na 4fun Gold Hits. |
|                                | Orange Sport                        | 8 sierpnia 2008(dts)                 | 31 grudnia 2016(dts)               | Orange Polska                                                    | Polska                     | polski                                                                    | platforma: nc+, CP, sieci kablowe, IPTV                                | sportowy                                           | 16:9 SDTV | Do likwidacji przyczyniła się malejąca oglądalność. |
|                                | CBS Drama                           | 3 grudnia 2012(dts)                  | 31 grudnia 2016(dts)               | Chello Zone / AMC Networks International                         | Wielka Brytania            | polski                                                                    | platformy sat., sieci kablowe, IPTV                                    | filmowy                                            | 16:9 SDTV | [ 151 ] |
|                                | Polsat Sport News                   | 30 maja 2011(dts)                    | 2 stycznia 2017(dts)               | Telewizja Polsat                                                 | Polska                     | polski                                                                    | telewizja naziemna, platformy sat., sieci kablowe, IPTV                | sportowy / informacyjny                            | 16:9 SDTV | Został zastąpiony przez Super Polsat. Tego samego dnia pojawił się nowy przekaz satelitarny stacji Polsat Sport News jakości HD, na podstawie nowej koncesji. |
|                                | TVN Meteo (TVN Meteo Active)        | 10 maja 2003(dts)                    | 7 stycznia 2017(dts)               | Grupa ITI                                                        | Polska                     | polski                                                                    | platformy sat., sieci kablowe, IPTV                                    | informacyjny / lifestyle                           | 4:3 / 16:9 SDTV | Początkowo nadawał jako TVN Meteo, 16 kwietnia 2015 zmieniono nazwę na TVN Meteo Active. W 2017 został zastąpiony kanałem HGTV. Emisja TVN Meteo została przeniesiona do internetu. |
|                                | Muzo.tv                             | 26 września 2014(dts)                | 25 maja 2017(dts)                  | Telewizja Polsat                                                 | Polska                     | polski                                                                    | platformy sat., sieci kablowe, IPTV                                    | muzyczny                                           | 16:9 SDTV | Został zastąpiony kanałem Polsat Music. |
|                                | 8TV                                 | 28 września 2016(dts)                | 15 czerwca 2017(dts)               | ZPR Media                                                        | Polska                     | polski                                                                    | FTA: Hot Bird, telewizja naziemna, platformy sat., sieci kablowe, IPTV | muzyczny / rozrywkowy                              | 16:9 SDTV | Na jego miejscu pojawiła się Eska TV. |
| 8TV HD                         | sieci kablowe, IPTV                 | 28 września 2016(dts)                | 15 czerwca 2017(dts)               | ZPR Media                                                        | Polska                     | polski                                                                    | 16:9 HDTV                                                              | muzyczny / rozrywkowy                              | Na jego miejscu pojawiła się Eska TV HD. | |
|                                | Hip Hop TV                          | 23 marca 2016(dts)                   | 31 sierpnia 2017(dts)              | ZPR Media                                                        | Polska                     | polski                                                                    | FTA: Hot Bird, platformy sat., sieci kablowe, IPTV                     | muzyczny                                           | 16:9 SDTV | Został zastąpiony przez Eska Rock TV. |
|                                | FilmBox                             | 1 września 2007(dts)                 | 12 września 2017(dts)              | SPI International Polska                                         | Polska                     | polski                                                                    | platformy sat., sieci kablowe, IPTV                                    | filmowy                                            | 4:3 / 16:9 SDTV | Zmienił nazwę na Kino TV. |
|                                | Viva Polska                         | 10 czerwca 2000(dts)                 | 17 października 2017(dts)          | Viacom                                                           | Polska                     | polski                                                                    | platformy sat., sieci kablowe                                          | muzyczny                                           | 4:3 / 16:9 SDTV | Stacja została zastąpiona przez kanał MTV Music. |
|                                | Universal Channel                   | 1 grudnia 2007(dts)                  | 31 grudnia 2017(dts)               | NBCUniversal                                                     | —                          | polski                                                                    | platformy sat., sieci kablowe, IPTV                                    | filmowy                                            | 4:3 / 16:9 SDTV | [ 162 ] |
| Universal Channel HD           | 5 marca 2013(dts)                   | 16:9 HDTV                            | 31 grudnia 2017(dts)               | NBCUniversal                                                     | —                          | polski                                                                    | platformy sat., sieci kablowe, IPTV                                    | filmowy                                            | | [ 162 ] |
|                                | Nickelodeon HD                      | 4 października 2011(dts)             | 15 lutego 2018(dts)                | Viacom                                                           | Polska                     | polski, angielski                                                         | platformy sat., sieci kablowe, IPTV                                    | dziecięcy                                          | 16:9 HDTV | Został zastąpiony kanałem Nicktoons. |
|                                | Edusat (E TV)                       | 9 listopada 2002(dts)                | 27 maja 2018(dts)                  | WSSE w Warszawie / Edusat Channel                                | Polska                     | polski                                                                    | FTA: HotBird, platformy sat., sieci kablowe, IPTV                      | edukacyjny                                         | 4:3 / 16:9 SDTV | Początkowo nadawał pod nazwą Edusat, 7 lutego 2016 nazwę zmieniono na E TV. W 2018 został zastąpiony kanałem Red Carpet TV. |
|                                | Edusat HD (E TV HD)                 | 15 listopada 2012(dts)               | 27 maja 2018(dts)                  | Edusat Channel                                                   | Polska                     | polski                                                                    | sieci kablowe, IPTV                                                    | edukacyjny                                         | 16:9 HDTV | Początkowo nadawał pod nazwą Edusat HD, 7 lutego 2016 nazwę zmieniono na E TV HD. W 2018 został zastąpiony kanałem Red Carpet TV HD. |
|                                | BBC HD                              | 1 maja 2010(dts)                     | 25 października 2018(dts)          | BBC Studios                                                      | Wielka Brytania            | polski                                                                    | platformy sat., sieci kablowe, IPTV                                    | filmowy                                            | 16:9 HDTV | Zastąpił go BBC First. |
|                                | Wellbeing Network                   | 21 grudnia 2015(dts)                 | 31 października 2018(dts)          | 201 Television Ltd.                                              | Wielka Brytania            | polski                                                                    | platformy sat., sieci kablowe, IPTV                                    | lifestyle                                          | 16:9 SDTV | [ 167 ] |
| Wellbeing Network HD           | 1 lutego 2016(dts)                  | sieci kablowe, IPTV                  | 31 października 2018(dts)          | 201 Television Ltd.                                              | Wielka Brytania            | polski                                                                    | 16:9 HDTV                                                              | lifestyle                                          | | [ 167 ] |
|                                | Opoka.tv                            | 23 października 2014(dts)            | 31 grudnia 2018(dts)               | Dla Jezusa Sp. z o.o.                                            | Polska                     | polski                                                                    | sieci kablowe, IPTV                                                    | muzyczny / religijny                               | 16:9 SDTV | [ 168 ] |
|                                | Opoka.tv HD                         | 23 października 2014(dts)            | 31 grudnia 2018(dts)               | Dla Jezusa Sp. z o.o.                                            | Polska                     | polski                                                                    | sieci kablowe, IPTV                                                    | muzyczny / religijny                               | 16:9 HDTV | [ 168 ] |
|                                | Nobox TV                            | 28 marca 2018(dts)                   | 22 sierpnia 2019(dts)              | K2M Media                                                        | Polska                     | polski                                                                    | telewizja naziemna, sieci kablowe, IPTV                                | poradnikowy                                        | 16:9 SDTV | Przyczyna zakończenia nadawania nie jest znana. Koncesja została cofnięta dopiero w 2022 roku. |
|                                | Top Kids Jr.                        | kwiecień 2019                        | 1 września 2019(dts)               | MWE Networks                                                     | Polska                     | polski                                                                    | sieci kablowe, IPTV                                                    | dziecięcy                                          | 16:9 SDTV | Przez cały okres był emitowany w fazie testowej. 1 września 2019 zmienił nazwę na Junior Music. |
|                                | CBS Action                          | 3 grudnia 2012(dts)                  | 31 grudnia 2019(dts)               | Chello Zone / AMC Networks International                         | Wielka Brytania            | polski                                                                    | platformy sat., sieci kablowe, IPTV                                    | filmowy                                            | 16:9 SDTV | [ 172 ] |
|                                | Zest TV                             | 15 stycznia 2014(dts)                | 31 stycznia 2020(dts)              | Zest Televison Ltd / Frame By Frame                              | Malta                      | polski                                                                    | platformy sat., sieci kablowe, IPTV                                    | rozrywkowy / erotyczny                             | 16:9 SDTV | [ 173 ] |
|                                | MTV Music Polska                    | 17 października 2017(dts)            | 3 marca 2020(dts)                  | ViacomCBS                                                        | —                          | polski                                                                    | platformy sat., sieci kablowe, IPTV                                    | muzyczny                                           | 16:9 SDTV | Został zastąpiony międzynarodowym MTV Music 24. |
|                                | Comedy Central Family               | 14 stycznia 2011(dts)                | 3 marca 2020(dts)                  | ViacomCBS                                                        | —                          | polski                                                                    | platformy sat., sieci kablowe, IPTV                                    | filmowy                                            | 4:3 / 16:9 SDTV | Początkowo nadawał jako pasmo na VH1 Polska. W 2020 został zastąpiony przezPolsat Comedy Central Extra. |
|                                | VH1 Polska                          | 1 grudnia 2005(dts) 24 kwietnia 2014 | 14 stycznia 2011(dts) 3 marca 2020 | ViacomCBS                                                        | —                          | polski                                                                    | platformy sat., sieci kablowe, IPTV                                    | muzyczny                                           | 4:3 / 16:9 SDTV | W 2010 na antenie VH1 pojawiło się pasmo Comedy Central Family, które później całkowicie zastąpiło stację. Stacja powróciła w 2012 zastępując europejską wersję, by w 2020 ponownie zostać zastąpiona europejskim przekazem.                                                                                           |
|                                | Polsat Romans                       | 1 września 2013(dts)                 | 5 kwietnia 2020(dts)               | Telewizja Polsat                                                 | Polska                     | polski                                                                    | sieci kablowe, platformy sat.                                          | filmowy                                            | 16:9 SDTV | Kanał zmienił nazwę na Polsat Seriale. |
|                                | Canal+                              | 21 marca 1995(dts)                   | 1 maja 2020(dts)                   | ITI Neovision                                                    | Polska                     | polski                                                                    | platformy sat., sieci kablowe, IPTV                                    | ogólny                                             | 4:3 / 16:9 SDTV | Kanał zmienił nazwę na Canal+ Premium. |
|                                | Canal+ HD                           | 18 marca 2011(dts)                   | 1 maja 2020(dts)                   | ITI Neovision                                                    | Polska                     | polski                                                                    | platformy sat., sieci kablowe, IPTV                                    | ogólny                                             | 16:9 HDTV | Kanał zmienił nazwę na Canal+ Premium HD. |
|                                | TO!TV                               | 27 lutego 2016(dts)                  | 15 lipca 2020(dts)                 | Telestar / MWE Networks                                          | Polska                     | polski                                                                    | FTA: Hot Bird, telewizja naziemna, platformy sat., sieci kablowe, IPTV | rozrywkowy / muzyczny / ezoteryka                  | 16:9 SDTV | Zmienił nazwę na Gold TV. |
| TO!TV HD                       | 2016                                | sieci kablowe, IPTV                  | 15 lipca 2020(dts)                 | Telestar / MWE Networks                                          | Polska                     | polski                                                                    | 16:9 HDTV                                                              | rozrywkowy / muzyczny / ezoteryka                  | Zmienił nazwę na Gold TV HD. | |
|                                | 4fun Gold Hits (4fun Gold)          | 4 października 2016(dts)             | 1 września 2020(dts)               | 4fun Media                                                       | Polska                     | polski                                                                    | telewizja naziemna, platformy sat., sieci kablowe, IPTV                | muzyczny                                           | 16:9 SDTV | Początkowo nadawał jako 4fun Gold Hits, w 2017 nazwę skrócono do 4fun Gold. W 2020 został zastąpiony kanałem 4fun Kids. |
|                                | Viasat Nature HD                    | 4 maja 2011(dts)                     | 31 października 2020(dts)          | Viasat World                                                     | Szwecja                    | polski                                                                    | sieci kablowe, IPTV                                                    | dokumentalny                                       | 16:9 HDTV | Obie stacje dzieliły swój czas antenowy. Decyzją nadawcy zaprzestano ich emisji. |
|                                | Viasat History HD                   | 4 maja 2011(dts)                     | 31 października 2020(dts)          | Viasat World                                                     | Szwecja                    | polski                                                                    | sieci kablowe, IPTV                                                    | dokumentalny                                       | 16:9 HDTV | Obie stacje dzieliły swój czas antenowy. Decyzją nadawcy zaprzestano ich emisji. |
|                                | TVR                                 | 19 grudnia 2010(dts)                 | 1 grudnia 2020(dts)                | TVR SP. z o.o. / Nova Media / MWE Networks                       | Polska                     | polski                                                                    | FTA: Hot Bird, telewizja naziemna, platformy sat., sieci kablowe, IPTV | rozrywkowy / poradnikowy                           | 16:9 SDTV | Został zastąpiony przez Home TV. |
|                                | TVR HD                              | 1 lipca 2013(dts)                    | 1 grudnia 2020(dts)                | TVR SP. z o.o. / Nova Media / MWE Networks                       | Polska                     | polski                                                                    | platformy sat., sieci kablowe, IPTV                                    | rozrywkowy / poradnikowy                           | 16:9 HDTV | Został zastąpiony przez Home TV HD. |
|                                | Mango 24                            | 1 marca 2002(dts)                    | 1 sierpnia 2020(dts)               | Mango Media / Grupa ITI / Grupa TVN / Studio Moderna             | Polska                     | polski                                                                    | FTA, telewizja naziemna, platformy sat., sieci kablowe, IPTV           | telezakupy                                         | 4:3 / 16:9 SDTV | Decyzją nadawcy zakończono nadawanie kanału. Telezakupy Mango są obecnie emitowane na innych stacjach. |
|                                | ATM Rozrywka                        | 1 sierpnia 2012(dts)                 | 24 lutego 2021(dts)                | ATM Grupa / Telewizja Polsat                                     | Polska                     | polski                                                                    | telewizja naziemna, platformy sat., sieci kablowe                      | filmowy                                            | 16:9 SDTV | Koncesja na nadawanie kanału nie została przedłużona. |
|                                | Kuchnia+                            | 11 listopada 2011(dts)               | 15 kwietnia 2021(dts)              | ITI Neovision                                                    | Polska                     | polski                                                                    | sieci kablowe, IPTV                                                    | lifestyle                                          | 16:9 SDTV | Kanał zmienił nazwę na Canal+ Kuchnia. |
|                                | Kuchnia+ HD                         | 11 listopada 2011(dts)               | 15 kwietnia 2021(dts)              | ITI Neovision                                                    | Polska                     | polski                                                                    | sieci kablowe, IPTV                                                    | lifestyle                                          | 16:9 HDTV | Kanał zmienił nazwę na Canal+ Kuchnia HD. |
|                                | Domo+                               | 11 listopada 2011(dts)               | 15 kwietnia 2021(dts)              | ITI Neovision                                                    | Polska                     | polski                                                                    | platformy sat., sieci kablowe, IPTV                                    | lifestyle                                          | 16:9 SDTV | Kanał zmienił nazwę na Canal+ Domo. |
|                                | Domo+ HD                            | 11 listopada 2011(dts)               | 15 kwietnia 2021(dts)              | ITI Neovision                                                    | Polska                     | polski                                                                    | platformy sat., sieci kablowe, IPTV                                    | lifestyle                                          | 16:9 HDTV | Kanał zmienił nazwę na Canal+ Domo HD. |
|                                | Q Polska                            | 18 marca 2019(dts)                   | 31 lipca 2021(dts)                 | QYou Media                                                       | Polska                     | polski                                                                    | sieci kablowe                                                          | rozrywkowy                                         | 16:9 HDTV | [ 192 ] |
|                                | Superstacja                         | 2 października 2006(dts)             | 31 sierpnia 2021(dts)              | Astro / K&R Enterprises / Superstacja /Telewizja Polsat          | Polska                     | polski                                                                    | platformy sat., sieci kablowe, IPTV                                    | informacyjny                                       | 4:3 / 16:9 SDTV | Został zastąpiony przez stację Wydarzenia 24. |
| Superstacja HD                 | 30 listopada 2016(dts)              | Superstacja / Telewizja Polsat       | 31 sierpnia 2021(dts)              | 16:9 HDTV                                                        | Polska                     | polski                                                                    | platformy sat., sieci kablowe, IPTV                                    | informacyjny                                       | Został zastąpiony przez stację Wydarzenia 24 HD. | |
|                                | TNT                                 | 6 października 2015(dts)             | 23 października 2021(dts)          | WarnerMedia                                                      | Polska                     | polski                                                                    | platformy sat., sieci kablowe, IPTV                                    | filmy i seriale                                    | 16:9 SDTV | Kanał zmienił nazwę na Warner TV. |
| TNT HD                         | 16:9 HDTV                           | 6 października 2015(dts)             | 23 października 2021(dts)          | WarnerMedia                                                      | Polska                     | polski                                                                    | platformy sat., sieci kablowe, IPTV                                    | filmy i seriale                                    | Kanał zmienił nazwę na Warner TV HD. | |
|                                | Eurochannel                         | 3 maja 2013(dts)                     | listopad 2021                      | Eurochannel Inc.                                                 | Francja                    | polski, angielski, hiszpański, francuski, portugalski                     | FTA: Eutelsat 16A, sieci kablowe, IPTV                                 | ogólny                                             | 16:9 SDTV | [ 195 ] |
| Eurochannel HD                 | 18 sierpnia 2017(dts)               | 16:9 HDTV                            | listopad 2021                      | Eurochannel Inc.                                                 | Francja                    | polski, angielski, hiszpański, francuski, portugalski                     | FTA: Eutelsat 16A, sieci kablowe, IPTV                                 | ogólny                                             | | [ 195 ] |
|                                | Super TV                            | 1 sierpnia 2020(dts)                 | 1 lutego 2022(dts)                 | MWE Networks                                                     | Polska                     | polski                                                                    | telewizja naziemna, sieci kablowe, IPTV                                | telezakupy                                         | 16:9 SDTV | 1 lutego 2022 zaczęto transmitować program stacji Outdoor TV, dostępnej w sieciach Vectra i Multimedia. 13 lutego w miejscu stacji nadawanie rozpoczął Xtreme TV. |
| Super TV HD                    | sieci kablowe, IPTV                 | 1 sierpnia 2020(dts)                 | 1 lutego 2022(dts)                 | MWE Networks                                                     | Polska                     | polski                                                                    | 16:9 HDTV                                                              | telezakupy                                         | | 1 lutego 2022 zaczęto transmitować program stacji Outdoor TV, dostępnej w sieciach Vectra i Multimedia. 13 lutego w miejscu stacji nadawanie rozpoczął Xtreme TV. |
|                                | nSport (nSport+)                    | —                                    | 4 kwietnia 2022(dts)               | ITI Neovision / Canal+ Polska                                    | Polska                     | polski                                                                    | sieci kablowe, IPTV                                                    | sportowy                                           | 16:9 SDTV | Do 2014 roku nadawał pod nazwą nSport. W 2022 zmienił nazwę na Canal+ Sport 5. |
| nSport HD (nSport+ HD)         | 12 października 2006(dts)           | platformy sat., sieci kablowe, IPTV  | 4 kwietnia 2022(dts)               | ITI Neovision / Canal+ Polska                                    | Polska                     | polski                                                                    | 16:9 HDTV                                                              | sportowy                                           | Do 2014 roku nadawał pod nazwą nSport HD. W 2022 zmienił nazwę na Canal+ Sport 5 HD.                                                                          | |
|                                | Gold TV                             | 15 lipca 2020(dts)                   | 30 kwietnia 2022(dts)              | Telestar / MWE Networks                                          | Polska                     | polski                                                                    | FTA: Hot Bird, telewizja naziemna, platformy sat., sieci kablowe, IPTV | muzyczny                                           | 16:9 SDTV | Zakończył nadawanie w wyniku zaprzestania współpracy między firmami Telestar i MWE Networks. W jego miejsce uruchomiono kanał Nuta Gold. |
| Gold TV HD                     | sieci kablowe, IPTV                 | 15 lipca 2020(dts)                   | 30 kwietnia 2022(dts)              | Telestar / MWE Networks                                          | Polska                     | polski                                                                    | 16:9 HDTV                                                              | muzyczny                                           | Zakończył nadawanie w wyniku zaprzestania współpracy między firmami Telestar i MWE Networks. W jego miejsce uruchomiono kanał Nuta Gold HD.                   | |
|                                | Lifetime                            | 3 grudnia 2014(dts)                  | 31 maja 2022(dts)                  | A+E Networks                                                     | Polska                     | polski                                                                    | platformy sat., sieci kablowe, IPTV                                    | rozrywkowy                                         | 16:9 HDTV | Właściciel podjął decyzję o likwidacji kanału w Polsce i innych krajach europejskich. |
|                                | LOVE                                | 20 maja 2013(dts)                    | 11 sierpnia 2022(dts)              | 1 Plus 1 Equals 10 Ltd.                                          | Polska                     | polski                                                                    | platformy sat., sieci kablowe, IPTV                                    | lifestyle                                          | 16:9 SDTV | [ 201 ] |
|                                | LOVE HD                             | 19 marca 2015(dts)                   | 11 sierpnia 2022(dts)              | 1 Plus 1 Equals 10 Ltd.                                          | Polska                     | polski                                                                    | sieci kablowe, IPTV                                                    | lifestyle                                          | 16:9 HDTV | [ 201 ] |
|                                | BabyFirstTV                         | 18 czerwca 2006(dts)                 | 28 lutego 2023(dts)                | First Media                                                      | Stany Zjednoczone          | polski, angielski, niemiecki, francuski, hiszpański, portugalski, turecki | sieci kablowe                                                          | dziecięcy                                          | 4:3 SDTV | W wyniku zakończenia współpracy nadawcy z siecią UPC Polska, który był jedynym znaczącym operatorem, kanał zaprzestał nadawania w Polsce. |
|                                | Boomerang                           | 6 czerwca 2005(dts)                  | 18 marca 2023(dts)                 | TVN Warner Bros. Discovery                                       | Polska                     | polski                                                                    | platformy sat., sieci kablowe, IPTV                                    | dziecięcy                                          | 16:9 SDTV | Zmienił nazwę na Cartoonito. |
|                                | Boomerang HD                        | 17 kwietnia 2018(dts)                | 18 marca 2023(dts)                 | TVN Warner Bros. Discovery                                       | Polska                     | polski                                                                    | platformy sat., sieci kablowe, IPTV                                    | dziecięcy                                          | 16:9 HDTV | Zmienił nazwę na Cartoonito HD. |
|                                | FOX                                 | 6 listopada 2010(dts)                | 7 listopada 2023(dts)              | The Walt Disney Company                                          | Polska                     | polski                                                                    | platformy sat., sieci kablowe, IPTV                                    | filmowy                                            | 16:9 SDTV | Zmienił nazwę na FX. |
|                                | FOX HD                              | 6 listopada 2010(dts)                | 7 listopada 2023(dts)              | The Walt Disney Company                                          | Polska                     | polski                                                                    | platformy sat., sieci kablowe, IPTV                                    | filmowy                                            | 16:9 HDTV | Zmienił nazwę na FX HD. |
|                                | FOX Comedy                          | 16 stycznia 2015(dts)                | 7 listopada 2023(dts)              | The Walt Disney Company                                          | Polska                     | polski                                                                    | platformy sat., sieci kablowe, IPTV                                    | filmowy                                            | 16:9 SDTV | Zmienił nazwę na FX Comedy. |
|                                | FOX Comedy HD                       | 16 stycznia 2015(dts)                | 7 listopada 2023(dts)              | The Walt Disney Company                                          | Polska                     | polski                                                                    | platformy sat., sieci kablowe, IPTV                                    | filmowy                                            | 16:9 HDTV | Zmienił nazwę na FX Comedy HD. |
|                                | Dizi                                | 1 kwietnia 2021(dts)                 | 29 lutego 2024(dts)                | Kino Polska TV S.A. / Grupa Canal+                               | Polska                     | polski                                                                    | sieci kablowe, IPTV                                                    | filmowy                                            | 16:9 HDTV | Został zastąpiony przez Novelas+1. |
|                                | Golf Channel Polska                 | 18 marca 2017(dts)                   | 1 kwietnia 2024(dts)               | Golf Zone / MWE Networks                                         | Polska                     | polski                                                                    | platformy sat., sieci kablowe, IPTV                                    | sportowy                                           | 16:9 HDTV | Zmienił nazwę na Golf Zone. |
|                                | CTV9                                | 15 marca 2024(dts)                   | 18 kwietnia 2024(dts)              | Red Carpet Media Group S.A.                                      | Polska                     | polski                                                                    | telewizja naziemna                                                     | ogólny                                             | 16:9 SDTV | Zmienił nazwę na ViDoc TV. |
|                                | Polsat Sport                        | 11 sierpnia 2000(dts)                | 26 kwietnia 2024(dts)              | Telewizja Polsat                                                 | Polska                     | polski                                                                    | telewizja naziemna, platformy sat., sieci kablowe, IPTV                | sportowy                                           | 4:3 / 16:9 SDTV | Zmienił nazwę na Polsat Sport 1. |
| Polsat Sport HD                | 12 października 2007(dts)           | platformy sat., sieci kablowe, IPTV  | 26 kwietnia 2024(dts)              | Telewizja Polsat                                                 | Polska                     | polski                                                                    | 16:9 HDTV                                                              | sportowy                                           | Zmienił nazwę na Polsat Sport 1 HD. | |
|                                | Polsat Sport Extra                  | 15 października 2005(dts)            | 26 kwietnia 2024(dts)              | Telewizja Polsat                                                 | Polska                     | polski                                                                    | telewizja naziemna, platformy sat., sieci kablowe, IPTV                | sportowy                                           | 4:3 / 16:9 SDTV | Zmienił nazwę na Polsat Sport 2. |
| Polsat Sport Extra HD          | 1 czerwca 2012(dts)                 | platformy sat., sieci kablowe, IPTV  | 26 kwietnia 2024(dts)              | Telewizja Polsat                                                 | Polska                     | polski                                                                    | 16:9 HDTV                                                              | sportowy                                           | Zmienił nazwę na Polsat Sport 2 HD. | |
|                                | Polsat Sport News HD                | 2 stycznia 2017(dts)                 | 26 kwietnia 2024(dts)              | Telewizja Polsat                                                 | Polska                     | polski                                                                    | platformy sat., sieci kablowe, IPTV                                    | sportowy / informacyjny                            | 16:9 HDTV | Zmienił nazwę na Polsat Sport 3 HD. |
|                                | RedTOP TV                           | 1 czerwca 2021(dts)                  | 8 lutego 2022(dts)                 | Red Carpet Media Group S.A.                                      | Polska                     | polski                                                                    | telewizja naziemna                                                     | filmowy                                            | 16:9 SDTV | Kanał w standardowej rozdzielczości dostępny był jedynie w MUX-L2. Wraz z jego wycofaniem zaprzestano emisji stacji w tej jakości. |
|                                | RedTOP TV HD                        | 1 maja 2021(dts)                     | 23 maja 2024(dts)                  | Red Carpet Media Group S.A.                                      | Polska                     | polski                                                                    | sieci kablowe, IPTV                                                    | filmowy                                            | 16:9 HDTV | Został zastąpiony przekazem ViDoc TV HD ze zmienioną nazwą na ViDoc TV 1 HD. |
|                                | RedTOP TV 4K                        | 1 maja 2021(dts)                     | 23 maja 2024(dts)                  | Red Carpet Media Group S.A.                                      | Polska                     | polski                                                                    | sieci kablowe, IPTV                                                    | filmowy                                            | 16:9 UHDTV | Został zastąpiony przekazem ViDoc TV HD ze zmienioną nazwą na ViDoc TV 1 4K. |
|                                | CBS Europa                          | 3 grudnia 2012(dts)                  | 21 sierpnia 2024                   | AMC Networks International                                       | Wielka Brytania            | polski                                                                    | platformy sat., sieci kablowe, IPTV                                    | filmowy                                            | 16:9 SDTV | Zmienił nazwę na Film Cafe. |
| CBS Europa HD                  | (dts) tr                            | Zmienił nazwę na Film Cafe HD.       | 21 sierpnia 2024                   | AMC Networks International                                       | Wielka Brytania            | polski                                                                    | platformy sat., sieci kablowe, IPTV                                    | filmowy                                            | 16:9 SDTV | |
|                                | WPolsce.pl                          | 19 czerwca 2017(dts)                 | 2 września 2024(dts)               | Fratria                                                          | Polska                     | polski                                                                    | telewizja naziemna, sieci kablowe, IPTV                                | informacyjny                                       | 16:9 SDTV | Zmienił nazwę na WPolsce24. |
| WPolsce.pl HD                  | platformy sat., sieci kablowe, IPTV | 19 czerwca 2017(dts)                 | 2 września 2024(dts)               | Fratria                                                          | Polska                     | polski                                                                    | 16:9 HDTV                                                              | informacyjny                                       | Zmienił nazwę na WPolsce24 HD. | |
| WPolsce.pl 4K                  | 5 marca 2019(dts)                   | sieci kablowe, IPTV                  | 2 września 2024(dts)               | Fratria                                                          | Polska                     | polski                                                                    | 16:9 UHDTV                                                             | informacyjny                                       | Zmienił nazwę na WPolsce24 4K. | |
|                                | Canal+ Family                       | 5 kwietnia 2013(dts)                 | 13 września 2024(dts)              | Canal+ Polska                                                    | Polska                     | polski                                                                    | platformy sat., sieci kablowe, IPTV                                    | ogólny (premium)                                   | 16:9 HDTV | Został zastąpiony kanałem Canal+ 360. |

## Stacje regionalne i lokalne
| Stacje regionalne i lokalne | Stacje regionalne i lokalne       | Stacje regionalne i lokalne | Stacje regionalne i lokalne | Stacje regionalne i lokalne                                                | Stacje regionalne i lokalne | Stacje regionalne i lokalne | Stacje regionalne i lokalne                             | Stacje regionalne i lokalne | Stacje regionalne i lokalne |
| Logotyp stacji              | Nazwa kanału telewizyjnego        | Data startu                 | Data zakończenia            | Właściciel                                                                 | Kraj nadawania              | Język                       | Dostępność                                              | Format obrazu               | Uwagi, powód likwidacji |
| --------------------------- | --------------------------------- | --------------------------- | --------------------------- | -------------------------------------------------------------------------- | --------------------------- | --------------------------- | ------------------------------------------------------- | --------------------------- | --- |
|                             | Nowa Telewizja Warszawa           | 5 grudnia 1992(dts)         | 28 sierpnia 1994(dts)       | Michał Komar                                                               | Polska (Warszawa)           | polski                      | telewizja naziemna (Warszawa)                           | 4:3 SDTV                    | Wchodził w skład sieci Polonii 1. Zaprzestał nadawania w wyniku nieprzyznania koncesji i operacji, przeprowadzonej na wniosek prokuratury przy wsparciu policji oraz brygady antyterrorystycznej. |
|                             | PTV Morze                         | 31 października 1991(dts)   | 29 sierpnia 1994(dts)       | Wojciech Lizak / Andrzej Wróblewski                                        | Polska (Szczecin)           | polski                      | telewizja naziemna (Warszawa)                           | 4:3 SDTV                    | Wchodził w skład sieci Polonii 1. Zaprzestał nadawania w wyniku nieprzyznania koncesji i operacji, przeprowadzonej na wniosek prokuratury przy wsparciu policji oraz brygady antyterrorystycznej. |
|                             | Top Canal                         | 1992                        | 21 września 1994(dts)       | Top Canal Media                                                            | Polska (Warszawa)           | polski                      | telewizja naziemna (Warszawa)                           | 4:3 SDTV                    | Zaprzestał nadawania w wyniku operacji, przeprowadzonej na wniosek prokuratury przy wsparciu policji oraz brygady antyterrorystycznej.                                                            |
|                             | PTV Echo (RTV Echo)               | 6 lutego 1990(dts)          | 8 marca 1995(dts)           | Marek Młynarczyk / Ireneusz Orzechowski / Waldemar Szewc / Andrzej Zygmunt | Polska (Wrocław)            | polski                      | telewizja naziemna (Wrocław)                            | 4:3 SDTV                    | Pierwotnie nazywał się RTV Echo, a od 1993 wchodził w skład sieci Polonii 1. Zaprzestał nadawania w wyniku nieprzyznania koncesji na nadawanie.                                                   |
|                             | Sky Orunia                        | 1989                        | maj 1996                    | Zbigniew Klewiado                                                          | Polska (Gdańsk)             | polski                      | telewizja naziemna (Gdańsk), sieci kablowe              | 4:3 SDTV                    | . |
|                             | TVP Regionalna (pierwsza odsłona) | 5 września 1994(dts)        | 2 marca 2002(dts)           | Telewizja Polska                                                           | Polska                      | polski                      | telewizja naziemna, sieci kablowe                       | 4:3 SDTV                    | Został zastąpiony przez TVP3. |
|                             | TV Centrum (Warszawa)             | 30 września 2002(dts)       | grudzień 2003               | Grupa Medialna / Data Telecommunications Systems / Marek Budziak           | Polska (Warszawa)           | polski                      | FTA: HotBird, platformy sat., sieci kablowe             | 4:3 SDTV                    | Zaniechano emisji w wyniku problemów finansowych. Pomimo planowanego wznowienia emisji oraz spłaty części długów, koncesja na nadawanie została cofnięta.                                         |
|                             | TV Gryf                           | 3 kwietnia 2003(dts)        | 7 marca 2006(dts)           | Łukasz Borowiecki                                                          | Polska (Szczecin)           | polski                      | telewizja naziemna, sieci kablowe                       | 4:3 SDTV                    | Zaprzestała nadawania po śmierci jej właściciela. Do ponownej emisji nigdy nie doszło z powodów finansowych.                                                                                      |
|                             | TVP3 (pierwsza odsłona)           | 3 marca 2002(dts)           | 6 października 2007(dts)    | Telewizja Polska                                                           | Polska                      | polski                      | telewizja naziemna, platformy sat., sieci kablowe       | 4:3 SDTV                    | Został zastąpiony przez TVP Info. |
|                             | TVN Warszawa                      | 15 grudnia 2008(dts)        | 31 maja 2011(dts)           | Grupa ITI                                                                  | Polska (Warszawa)           | polski                      | telewizja naziemna, platformy sat., sieci kablowe, IPTV | 16:9 SDTV                   | Przyczyną likwidacji była nierentowność. Działalność stacji przeniesiono do internetu. |
|                             | CSB TV                            | 1 września 2010(dts)        | 14 maja 2012(dts)           | Media Kaszebe / Polcast Television                                         | Polska (Rumia)              | polski, kaszubski           | FTA: Hot Bird, platformy sat., sieci kablowe, IPTV      | 16:9 SDTV                   | Na jego miejscu uruchomiono stację Water Planet. |
|                             | TVP Regionalna (druga odsłona)    | 1 września 2013(dts)        | 2 stycznia 2016(dts)        | Telewizja Polska                                                           | Polska                      | polski                      | telewizja naziemna, platformy sat., sieci kablowe, IPTV | 16:9 SDTV                   | Został zastąpiony przez TVP3. |
|                             | Lech TV                           | 24 października 2013(dts)   | 1 lipca 2018(dts)           | INEA / Lech Poznań                                                         | Polska (Poznań)             | polski                      | sieci kablowe                                           | 16:9 SDTV                   | Po zakończeniu współpracy z Lechem Poznań, kanał zmienił nazwę na Inea Stadion. |
|                             | TV Lubań (Telewizja Łużyce)       | 1990                        | 1 sierpnia 2019(dts)        | —                                                                          | Polska (Lubań)              | polski                      | telewizja naziemna, sieci kablowe                       | 4:3 / 16:9 SDTV             | Początkowo nadawał pod nazwą TV Lubań. Emisja została zawieszona w 2019 roku z powodu braku dziennikarzy. Do wznowienia emisji nigdy nie doszło a koncesja została cofnięta.                      |
|                             | Inea Stadion                      | 1 lipca 2018(dts)           | 1 lutego 2020(dts)          | INEA                                                                       | Polska (Poznań)             | polski                      | sieci kablowe                                           | 16:9 SDTV                   | Zmienił nazwę na Fanklub TV. |
|                             | NTL Radomsko                      | 1994                        | 1 grudnia 2020(dts)         | Tadeusz Dąbrowski / Grupa ITI / MWE Networks                               | Polska (Radomsko)           | polski                      | telewizja naziemna, platformy sat., sieci kablowe       | 16:9 SDTV                   | Został zastąpiony kanałem TVC. |
|                             | MOJA TV                           | 2017-2018                   | —                           | Moje Media                                                                 | Polska (Szczecin)           | polski                      | sieci kablowe                                           | 16:9 —                      | Koncesję cofnięto w 2023 roku. |
|                             | Fanklub TV                        | 1 lutego 2020(dts)          | maj 2025                    | Wielkopolska Telewizja Kablowa                                             | Polska (Poznań)             | polski                      | sieci kablowe                                           | 16:9 HDTV                   | Zakończył nadawanie w wyniku braku rentowności. |

## Kanały internetowe i hybrydowe
| Kanały interetowe | Kanały interetowe          | Kanały interetowe     | Kanały interetowe    | Kanały interetowe            | Kanały interetowe | Kanały interetowe | Kanały interetowe    | Kanały interetowe | Kanały interetowe | Kanały interetowe |
| Logotyp stacji    | Nazwa kanału telewizyjnego | Data startu           | Data zakończenia     | Właściciel                   | Kraj nadawania    | Język             | Dostępność           | Typ               | Format obrazu     | Uwagi, powód likwidacji |
| ----------------- | -------------------------- | --------------------- | -------------------- | ---------------------------- | ----------------- | ----------------- | -------------------- | ----------------- | ----------------- | --- |
|                   | Music+ (Music Plus)        | kwiecień 2024         | 2 czerwca 2024(dts)  | Telewizja Music Plus         | Polska            | polski            | streaming            | muzyczny          | 16:9 HDTV         | Został uruchomiony jako Music+, następnie zmienił nazwę na Music Plus. Z powodu ograniczonej dystrybucji zaniechano dalszej emisji.                                     |
|                   | Patronite Podróże          | 26 września 2023(dts) | czerwiec 2024        | Wirtualna Polska / Patronite | Polska            | polski            | streaming – WP Pilot | dokumentalny      | 16:9 HDTV         | Emisja została zawieszona po przeanalizowaniu wyników kanału. Miał wznowić nadawanie w pełni jako kanał linearny pod nazwą Patronite Travel, jednak do tego nie doszło. |
|                   | Auto Pilot                 | 30 grudnia 2023(dts)  | 1 stycznia 2025(dts) | Wirtualna Polska             | Polska            | polski            | streaming – WP Pilot | lifestyle         | 16:9 HDTV         | Kanały wycofano, gdyż nie spełniały założonych kryteriów biznesowych i programowych.                                                                                    |
|                   | Pilot w Domu               | 30 grudnia 2023(dts)  | 1 stycznia 2025(dts) | Wirtualna Polska             | Polska            | polski            | streaming – WP Pilot | lifestyle         | 16:9 HDTV         | Kanały wycofano, gdyż nie spełniały założonych kryteriów biznesowych i programowych.                                                                                    |
|                   | Benchmark TV               | 1 marca 2024(dts)     | 1 stycznia 2025(dts) | Wirtualna Polska             | Polska            | polski            | streaming – WP Pilot | dokumentalny      | 16:9 HDTV         | Kanały wycofano, gdyż nie spełniały założonych kryteriów biznesowych i programowych.                                                                                    |

## Kanały tymczasowe
|                | Polsat Volleyball 1                  | 30 sierpnia 2014(dts)                                       | 22 września 2014(dts)                                                | Telewizja Polsat                            | Polska  | polski | platformy sat., sieci kablowe, IPTV | sportowy | 16:9 SDTV  | Kanały zostały uruchomione na czas Mistrzostw Świata w Siatkówce Mężczyzn.                                                                                            |
|                | Polsat Volleyball 1 HD               | 30 sierpnia 2014(dts)                                       | 22 września 2014(dts)                                                | Telewizja Polsat                            | Polska  | polski | platformy sat., sieci kablowe, IPTV | sportowy | 16:9 HDTV  | Kanały zostały uruchomione na czas Mistrzostw Świata w Siatkówce Mężczyzn.                                                                                            |
|                | Polsat Volleyball 2                  | 30 sierpnia 2014(dts)                                       | 22 września 2014(dts)                                                | Telewizja Polsat                            | Polska  | polski | platformy sat., sieci kablowe, IPTV | sportowy | 16:9 SDTV  | Kanały zostały uruchomione na czas Mistrzostw Świata w Siatkówce Mężczyzn.                                                                                            |
|                | Polsat Volleyball 3                  | 30 sierpnia 2014(dts)                                       | 22 września 2014(dts)                                                | Telewizja Polsat                            | Polska  | polski | platformy sat., sieci kablowe, IPTV | sportowy | 16:9 SDTV  | Kanały zostały uruchomione na czas Mistrzostw Świata w Siatkówce Mężczyzn.                                                                                            |
|                | Polsat Volleyball 4                  | 30 sierpnia 2014(dts)                                       | 22 września 2014(dts)                                                | Telewizja Polsat                            | Polska  | polski | platformy sat., sieci kablowe, IPTV | sportowy | 16:9 SDTV  | Kanały zostały uruchomione na czas Mistrzostw Świata w Siatkówce Mężczyzn.                                                                                            |
|                | Polsat Sport 2                       | 10 czerwca 2016(dts)                                        | 11 lipca 2016(dts)                                                   | Telewizja Polsat                            | Polska  | polski | platformy sat., sieci kablowe, IPTV | sportowy | 16:9 SDTV  | Kanały zostały uruchomione na czas Mistrzostw Europy w Piłce Nożnej. W 2024 powrócono do nazw stacji wyniku przekształcenia Polsatu Sport Extra i Polsatu Sport News. |
|                | Polsat Sport 2 HD (pierwsza odsłona) | 10 czerwca 2016(dts)                                        | 11 lipca 2016(dts)                                                   | Telewizja Polsat                            | Polska  | polski | platformy sat., sieci kablowe, IPTV | sportowy | 16:9 HDTV  | Kanały zostały uruchomione na czas Mistrzostw Europy w Piłce Nożnej. W 2024 powrócono do nazw stacji wyniku przekształcenia Polsatu Sport Extra i Polsatu Sport News. |
|                | Polsat Sport 3                       | 10 czerwca 2016(dts)                                        | 11 lipca 2016(dts)                                                   | Telewizja Polsat                            | Polska  | polski | platformy sat., sieci kablowe, IPTV | sportowy | 16:9 SDTV  | Kanały zostały uruchomione na czas Mistrzostw Europy w Piłce Nożnej. W 2024 powrócono do nazw stacji wyniku przekształcenia Polsatu Sport Extra i Polsatu Sport News. |
|                | Polsat Sport 3 HD (pierwsza odsłona) | 10 czerwca 2016(dts)                                        | 11 lipca 2016(dts)                                                   | Telewizja Polsat                            | Polska  | polski | platformy sat., sieci kablowe, IPTV | sportowy | 16:9 HDTV  | Kanały zostały uruchomione na czas Mistrzostw Europy w Piłce Nożnej. W 2024 powrócono do nazw stacji wyniku przekształcenia Polsatu Sport Extra i Polsatu Sport News. |
|                | Tenis Premium 1 HD                   | 28 maja 2017(dts)                                           | 4 lutego 2018(dts)                                                   | Discovery Communications / Telewizja Polsat | Polska  | polski | platformy sat., sieci kablowe, IPTV | sportowy | 16:9 HDTV  | Kanały zostały uruchomione na czas French Open 2017, Wimbledon 2017, US Open 2017 oraz Australian Open 2018.                                                          |
|                | Tenis Premium 2 HD                   | 28 maja 2017(dts)                                           | 4 lutego 2018(dts)                                                   | Discovery Communications / Telewizja Polsat | Polska  | polski | platformy sat., sieci kablowe, IPTV | sportowy | 16:9 HDTV  | Kanały zostały uruchomione na czas French Open 2017, Wimbledon 2017, US Open 2017 oraz Australian Open 2018.                                                          |
|                | Eurosport 3 HD                       | 7 lutego 2018(dts) 23 lipca 2021 4 lutego 2022              | 25 lutego 2018(dts) 8 sierpnia 2021 20 lutego 2022                   | Discovery Communications                    | Francja | polski | platformy sat., sieci kablowe, IPTV | sportowy | 16:9 HDTV  | Kanały zostały uruchomione na czas Zimowych Igrzysk Olimpijskich, oraz Letnich Igrzysk Olimpijskich.                                                                  |
| Eurosport 4 HD |                                      | 7 lutego 2018(dts) 23 lipca 2021 4 lutego 2022              | 25 lutego 2018(dts) 8 sierpnia 2021 20 lutego 2022                   | Discovery Communications                    | Francja | polski | platformy sat., sieci kablowe, IPTV | sportowy | 16:9 HDTV  | Kanały zostały uruchomione na czas Zimowych Igrzysk Olimpijskich, oraz Letnich Igrzysk Olimpijskich.                                                                  |
| Eurosport 5 HD |                                      | 7 lutego 2018(dts) 23 lipca 2021 4 lutego 2022              | 25 lutego 2018(dts) 8 sierpnia 2021 20 lutego 2022                   | Discovery Communications                    | Francja | polski | platformy sat., sieci kablowe, IPTV | sportowy | 16:9 HDTV  | Kanały zostały uruchomione na czas Zimowych Igrzysk Olimpijskich, oraz Letnich Igrzysk Olimpijskich.                                                                  |
|                | Eurosport 6 HD                       | 23 lipca 2021(dts) 4 lutego 2022 24 lipca 2024              | 8 sierpnia 2021(dts) 20 lutego 2022 12 sierpnia 2024                 | Discovery Communications                    | Francja | polski | platformy sat., sieci kablowe, IPTV | sportowy | 16:9 HDTV  | Kanały zostały uruchomione na czas Zimowych Igrzysk Olimpijskich, oraz Letnich Igrzysk Olimpijskich.                                                                  |
|                | Eurosport 7 HD                       | 23 lipca 2021(dts) 4 lutego 2022 24 lipca 2024              | 8 sierpnia 2021(dts) 20 lutego 2022 12 sierpnia 2024                 | Discovery Communications                    | Francja | polski | platformy sat., sieci kablowe, IPTV | sportowy | 16:9 HDTV  | Kanały zostały uruchomione na czas Zimowych Igrzysk Olimpijskich, oraz Letnich Igrzysk Olimpijskich.                                                                  |
|                | Eurosport 8 HD                       | 23 lipca 2021(dts) 4 lutego 2022 24 lipca 2024              | 8 sierpnia 2021(dts) 20 lutego 2022 12 sierpnia 2024                 | Discovery Communications                    | Francja | polski | platformy sat., sieci kablowe, IPTV | sportowy | 16:9 HDTV  | Kanały zostały uruchomione na czas Zimowych Igrzysk Olimpijskich, oraz Letnich Igrzysk Olimpijskich.                                                                  |
|                | Eurosport 9 HD                       | 23 lipca 2021(dts) 4 lutego 2022 24 lipca 2024              | 8 sierpnia 2021(dts) 20 lutego 2022 12 sierpnia 2024                 | Discovery Communications                    | Francja | polski | platformy sat., sieci kablowe, IPTV | sportowy | 16:9 HDTV  | Kanały zostały uruchomione na czas Zimowych Igrzysk Olimpijskich, oraz Letnich Igrzysk Olimpijskich.                                                                  |
|                | Eurosport 4K                         | 23 lipca 2021(dts) 4 lutego 2022 28 maja 2023 24 lipca 2024 | 8 sierpnia 2021(dts) 20 lutego 2022 11 czerwca 2023 12 sierpnia 2024 | Discovery Communications                    | Francja | polski | platformy sat., sieci kablowe, IPTV | sportowy | 16:9 UHDTV | Kanał został uruchomiony na czas Zimowych Igrzysk Olimpijskich, Letnich Igrzysk Olimpijskich oraz French Open.                                                        |

## Planowane stacje które nie wystartowały
|  | Ty i ja                                                          | —                           | Multiwizja                                                               | —                             | [ 256 ] |
|  | Fantazja                                                         | —                           | Multiwizja                                                               | —                             | [ 6 ] |
|  | Moto Polsat                                                      | 2004 (?)                    | Telewizja Polsat                                                         | lifestyle’owy                 | Po sukcesie kanału TVN Turbo, nadawca zaniechał dalszego tworzenia kanału. |
|  | TV Fortuna                                                       | wrzesień–listopad 2004      | Telewizja OKO                                                            | rozrywkowy                    | Kanał miał wystartować jesienią 2004 roku na satelicie Sesat, do czego ostatecznie nie doszło. 7 czerwca 2014 roku w audycji radia Tok FM „Program telewizyjny” Wojciech Pijanowski, pomysłodawca kanału, zdradził, że projekt wciąż jest aktualny. Mimo to stacja nie wystartowała. |
|  | Doc!TV                                                           | 2005                        | C.K. TV                                                                  | publicystyczny / dokumentalny | [ 260 ] |
|  | 8!TV                                                             | 2005                        | C.K. TV                                                                  | ogólny                        | [ 260 ] |
|  | Up!TV                                                            | 2005                        | C.K. TV                                                                  | ogólny                        | [ 260 ] |
|  | ProPolska TV                                                     | 2006                        | Akabar Sp. z o.o. / Next Level Group / LiderPlus / YORD SC               | ogólny                        | [ 261 ] |
|  | TV Nieruchomości                                                 | 2006 / 2007                 | Michał Figurski / Michał Celmer / Paweł Kwaśniewski / TotamTO Media & TV | ogłoszeniowy / lifestyle’owy  | [ 262 ] |
|  | Machina TV                                                       | 2007 / 2009 / 2011          | Point Group                                                              | muzyczny / rozrywkowy         | Planowany kanał muzyczno-rozrywkowy, którego pierwsza zapowiedź pojawiła się w 2006 roku. Wówczas miał wystartować w 2007. Ponowny zamiar startu pojawił się w 2009, wtedy to też kanał otrzymał koncesje satelitarną i miał ruszyć na przełomie 2009 i 2010 roku. Ponadto nadawca startował z kanałem w konkursie w ramach przyznania miejsca na pierwszym multipleks naziemnej telewizji cyfrowej. W 2012 zrezygnowano z uruchomienia stacji, a koncesje cofnięto. |
|  | TVP Film                                                         | kwiecień / październik 2007 | Telewizja Polska                                                         | filmowy                       | Start kanału był planowany na kwiecień 2007, a później na październik. Ostatecznie nadawca zrezygnował ze stworzenia kanału, a koncesja została cofnięta. |
|  | Animax                                                           | 1 stycznia 2008(dts)        | HBO Polska                                                               | dziecięcy (seriale anime)     | [ 271 ] |
|  | Polska Ekstraklasa TV / T-Mobile Ekstraklasa TV / Ekstraklasa TV | 2008 / 2011                 | Telewizja Polsat / ITI Neovision / Ekstraklasa                           | sportowy                      | Pierwsza zapowiedź stacji pod nazwą Polska Esktraklasa TV pojawiła się w 2008 roku. Projekt pod tą nazwą nie został zrealizowany w związku z nabyciem praw przez Canal+ do Ekstraklasy. W 2011 pomysł na stację powrócił i kilkukrotnie był przemijany. W między były plany uruchomienia kanału pod nazwą T-Mobile Esktraklasa TV, dzięki wsparciu T-Mobile Polska. Ostatecznie kanał nie został uruchomiony.                                                        |
|  | Film.tv                                                          | 2008 / 2009                 | C.K. TV                                                                  | filmowy                       | Koncesje na nadawanie zostały przyznane w grudniu 2008 roku, żadna ze stacji nie została jednak uruchomiona. W 2010 roku koncesje zostały cofnięte. |
|  | Bajka.tv                                                         | 2008 / 2009                 | C.K. TV                                                                  | dziecięcy                     | Koncesje na nadawanie zostały przyznane w grudniu 2008 roku, żadna ze stacji nie została jednak uruchomiona. W 2010 roku koncesje zostały cofnięte. |
|  | Polska Muzyka                                                    | 2008 / 2009                 | C.K. TV                                                                  | muzyczny                      | Koncesje na nadawanie zostały przyznane w grudniu 2008 roku, żadna ze stacji nie została jednak uruchomiona. W 2010 roku koncesje zostały cofnięte. |
|  | Next 24/7 HD                                                     | 2011 (?)                    | Astro                                                                    | informacyjny                  | Kanał otrzymał koncesję, lecz nie został uruchomiony. Na jego bazie powstał News 24. |
|  | Next Sacrum HD                                                   | 2011 (?)                    | Astro                                                                    | religijny                     | Kanał otrzymał koncesję, lecz nie został uruchomiony. Na jego bazie miała zostać uruchomiona Klasyka. |
|  | Next Dokument HD                                                 | 2011 (?)                    | Astro                                                                    | dokumentalny                  | Kanał otrzymał koncesję, lecz nie został uruchomiony. W 2021 roku koncesja na nadawanie została cofnięta. |
|  | Next Sklep HD                                                    | 2011 (?)                    | Astro                                                                    | telezakupy                    | Kanał otrzymał koncesję, lecz nie został uruchomiony. W 2021 roku koncesja na nadawanie została cofnięta. |
|  | Next Sport 3D                                                    | 2011 (?)                    | Astro                                                                    | sportowy                      | Kanał otrzymał koncesję, lecz nie został uruchomiony. Na jego bazie powstał E-sport TV. |
|  | Kino Polska Nostalgia                                            | —                           | SPI International Polska                                                 | filmowy                       | Kanał startował w konkursie na miejsce w MUX1. Otrzymał on koncesję, lecz z niewiadomych przyczyn nadawca zrezygnował z uruchomienia stacji. Koncesję naziemną po kanale przyznano stacji Polo TV. |
|  | TVM1                                                             | —                           | Fundacja Lux Veritatis                                                   | ogólny                        | [ 286 ] |
|  | Bajka                                                            | —                           | Astro                                                                    | dziecięcy                     | Stacja miała zostać uruchomiona na bazie Next Young 3D, lecz nigdy do tego nie doszło. W 2021 roku koncesja na nadawanie została cofnięta. |
|  | Klasyka                                                          | —                           | Astro                                                                    | religijny                     | Stacja miała zostać uruchomiona na bazie Next Sacrum HD, lecz nigdy do tego nie doszło. W 2021 roku koncesja na nadawanie została cofnięta. |
|  | TVP Nostalgia                                                    | —                           | Telewizja Polska                                                         | ogólny(?)                     | [ 287 ] |
|  | TVP Życie                                                        | —                           | Telewizja Polska                                                         | lifestyle’owy                 | [ 287 ] |
|  | TVP Klasyka                                                      | —                           | Telewizja Polska                                                         | muzyczny                      | [ 288 ] |
|  | Zee One                                                          | 2017                        | Zee Entertainment Enterprises Limited                                    | filmowy / rozrywkowy          | [ 289 ] |
|  | Smart Dom                                                        | 2018                        | Telewizja Polsat                                                         | poradnikowy                   | [ 290 ] |
|  | Adventure Xtreme HD                                              | —                           | MWE Networks                                                             | lifestyle’owy                 | Na jego bazie został uruchomiony Xtreme TV. |
|  | TVP Muzyka                                                       | 2020 – 2024                 | Telewizja Polska                                                         | muzyczny                      | Planowany kanał muzyczny Telewizji Polska, który miał zostać uruchomiony w latach 2020–2024. Nadawca zrezygnował z jego uruchomienia ze względów finansowych. |
|  | Patronite Travel                                                 | 2024                        | Wirtualna Polska / Patronite                                             | dokumentalny                  | Stacja miała być wzorowana na kanale FAST Patronite Podróże i miała wystartować najpóźniej 1 czerwca 2024 roku. Nadawca nie wywiązał się z terminu, co tłumaczono przeprowadzaniem analiz trendów rynkowych. Ostatecznie zrezygnowano z uruchomienia stacji, a koncesja została cofnięta. |

## Platformy cyfrowe i sieci kablowe
| Platformy cyfrowe i sieci kablowe | Platformy cyfrowe i sieci kablowe | Platformy cyfrowe i sieci kablowe | Platformy cyfrowe i sieci kablowe | Platformy cyfrowe i sieci kablowe | Platformy cyfrowe i sieci kablowe                     | Platformy cyfrowe i sieci kablowe                |
| Logotyp platformy/sieci kablowej  | Nazwa platformy/sieci kablowej    | Data rozpoczęcia                  | Data zakończenia                  | Kraj nadawania                    | Właściciel                                            | Uwagi, powód likwidacji                          |
| --------------------------------- | --------------------------------- | --------------------------------- | --------------------------------- | --------------------------------- | ----------------------------------------------------- | ------------------------------------------------ |
|                                   | Wizja TV                          | 18 września 1998(dts)             | 1 marca 2002(dts)                 | Wielka Brytania                   | @Entertainment (do 1999 r.), UPC (od 1999 do 2002 r.) | Platforma została połączona z Cyfrą+.            |
|                                   | Cyfra+                            | listopad 1998                     | 21 marca 2013(dts)                | Polska                            | Canal+ Cyfrowy                                        | Po fuzji z platofrmą n przekształciła się w nc+. |
|                                   | n                                 | 12 października 2006(dts)         | 21 marca 2013(dts)                | Polska                            | Grupa TVN S.A.                                        | Po fuzji z Cyfrą+ przekształciła się w nc+       |
|                                   | nc+                               | 21 marca 2013(dts)                | 3 września 2019(dts)              | Polska                            | ITI Neovision S.A.                                    | Zmieniła nazwę na Platforma Canal+.              |
|                                   | Cyfrowy Polsat                    | 13 czerwca 2003(dts)              | 30 sierpnia 2021(dts)             | Polska                            | Cyfrowy Polsat S.A.                                   | Zmieniła nazwę na Polsat Box.                    |